# 名駅
- 日本 > 愛知県 > 名古屋市 > 中村区 > 名駅
- 日本 > 愛知県 > 名古屋市 > 西区 > 名駅

名駅（めいえき）は、愛知県名古屋市中村区と西区にある名古屋駅および名古屋駅東側の地名である。栄（中区）と共に名古屋を代表するビジネス街・繁華街として知られる。
現行行政地名は、中村区名駅一丁目から五丁目および西区名駅一丁目から三丁目（いずれも住居表示実施済み区域）であり、中村区と西区とで同じ名の町丁は隣接している。中村区には、「名駅」を冠した地名として他に名駅南一丁目から五丁目がある。

## 概要

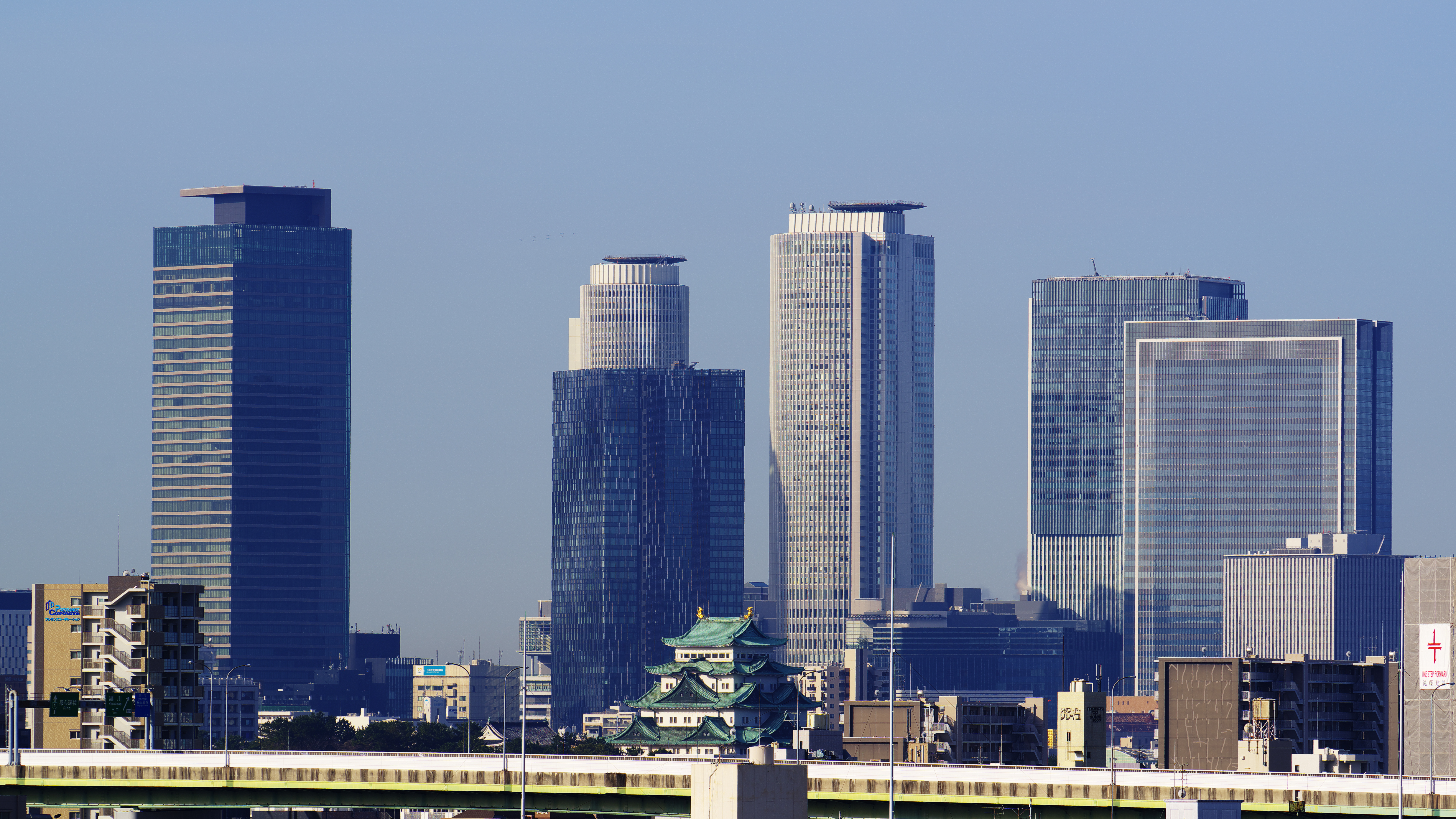
名駅地区の高層ビル群と名古屋城（2018年3月）

1999年にJR名古屋駅の駅ビル・JRセントラルタワーズ開業以降、名駅エリアの再開発が活発化し、現在のようなオフィス街・繁華街に発展した。名駅地区は、中部地方で一番の高さを誇るミッドランドスクエアや、JRセントラルタワーズ、JRゲートタワー、JPタワー名古屋などの200m級を筆頭に日本屈指の超高層ビル群がスカイラインを形成している。JRセントラルタワーズとそのキーテナントであるジェイアール名古屋タカシマヤ開業を契機に、以前から名古屋市最大の繁華街であった栄との商業地競争が激化している。JRの在来線や新幹線、私鉄、地下鉄の名古屋駅が集結し、名鉄バスターミナルも位置することから、市内最大の交通の拠点地域でもある。
ジェイアール名古屋タカシマヤは駅直結というその利便性と集客力の高さから、2011年3月に月間売上高でそれまで地域一番店であった栄エリアの松坂屋名古屋店を抜き、名古屋地域で初の首位を獲得。さらに、2015年2月期における年間の売上高もトップになった。以降はゲートタワーモールへの増床もあり連続して地域一番店を獲得しており、現在では店舗別売上高において全国4位の規模を誇る。2018年以降は年間の百貨店売上高で初めて名駅地区（高島屋、名鉄百貨店）が栄地区（松坂屋、名古屋三越）を上回った。近年では老朽化したビル等を建て替え超高層ビルを建設する再開発が、地区内名駅通沿いを中心に継続して行われている。またリニア中央新幹線の開業に向けてJR名古屋駅を南側の名鉄百貨店や近鉄のビルなどを一体的に建て替えたり、今まで再開発があまり進んでこなかった駅西側（太閤口）のエリアにおいても大規模な再開発を行う計画がなされている。名駅に対抗するため、栄でも名古屋テレビ塔や久屋大通公園のリニューアルや、複数のビルの建て替えといった再開発を進めている。
公称地名としての「名駅」は、名古屋駅から見た東側の地域一帯を指す町丁名である。一方で「名古屋駅周辺地域」という用途で「名駅」が用いられる場合には、公称地名としての町丁「名駅」に加えて、名古屋駅西側の町丁である椿町・太閤・則武、広小路通を挟んで町丁「名駅」の南側に位置する名駅南、北東側に位置する那古野、北西側（名古屋駅から見て北側）の牛島町といった町丁の全部ないしは一部を含めた地域の総称として捉えていることとなる。
町丁名としての「名駅」は、1977年10月に当地区で住居表示が実施された際に用いられたのが最初である。後述の通り1977年・1978年・1981年の住居表示実施により、中村区鷹羽町・堀内町・泥江町・上笹島町・志摩町・米屋町・花車町・西区早苗町の全部と中村区島崎町・牧野町・笹島町・広井町・広小路西通・小鳥町・西柳町・東柳町・大船町・船入町と西区牛島町・江西町・替地町・菊井通・那古野町・西菊井町・則武町・則武新町・輪ノ内町のそれぞれ一部の町域が、中村区名駅一丁目から五丁目、西区名駅一丁目から三丁目となった。町名決定にあたっては、多くの町を含むため難航した。名古屋駅前であることから「名駅」が提案され、全国的に通じ、商業活動上印象が良いとして採用された。

## 歴史

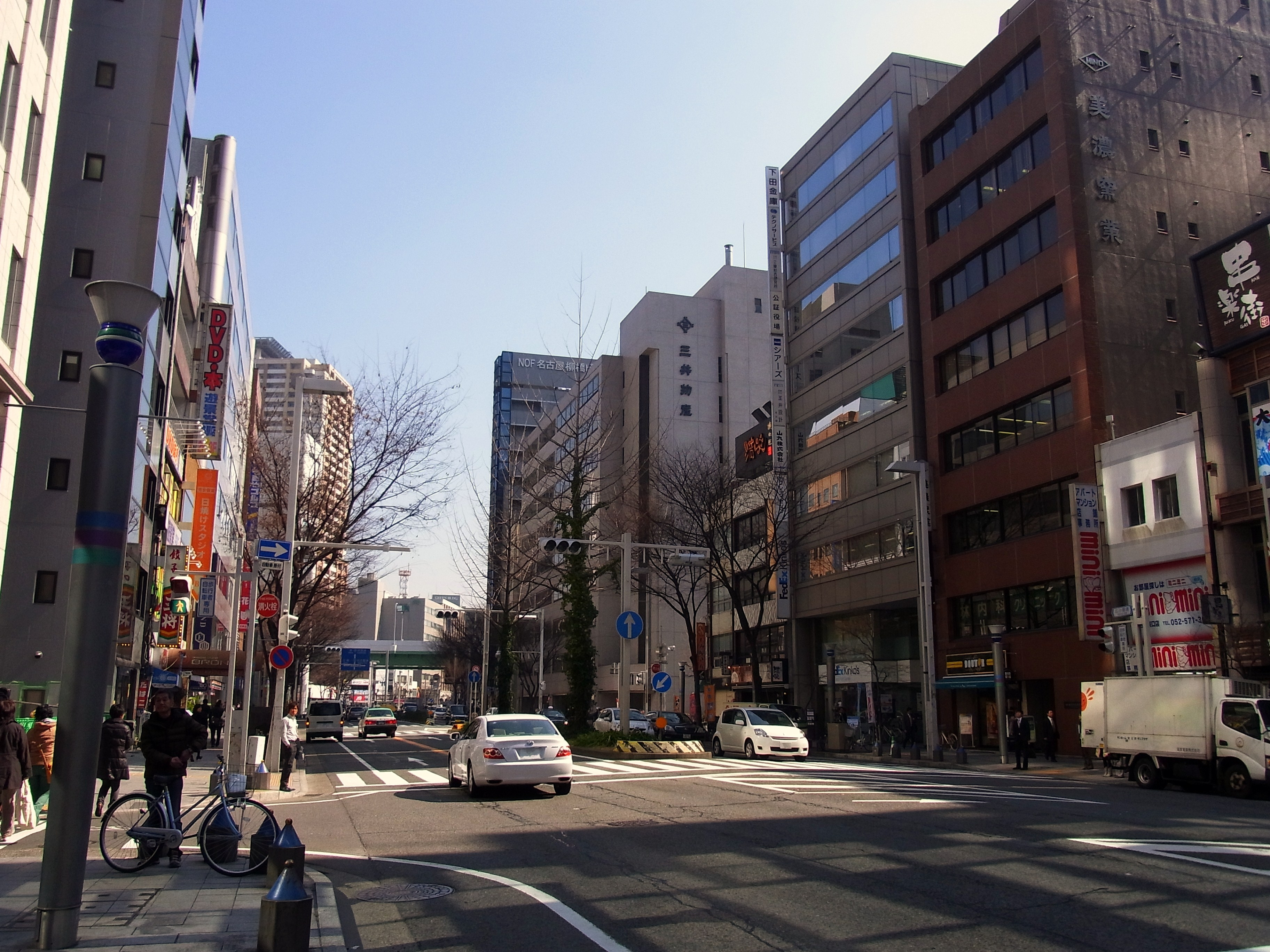
広小路通・名駅四丁目より柳橋交差点方向（2011年2月）

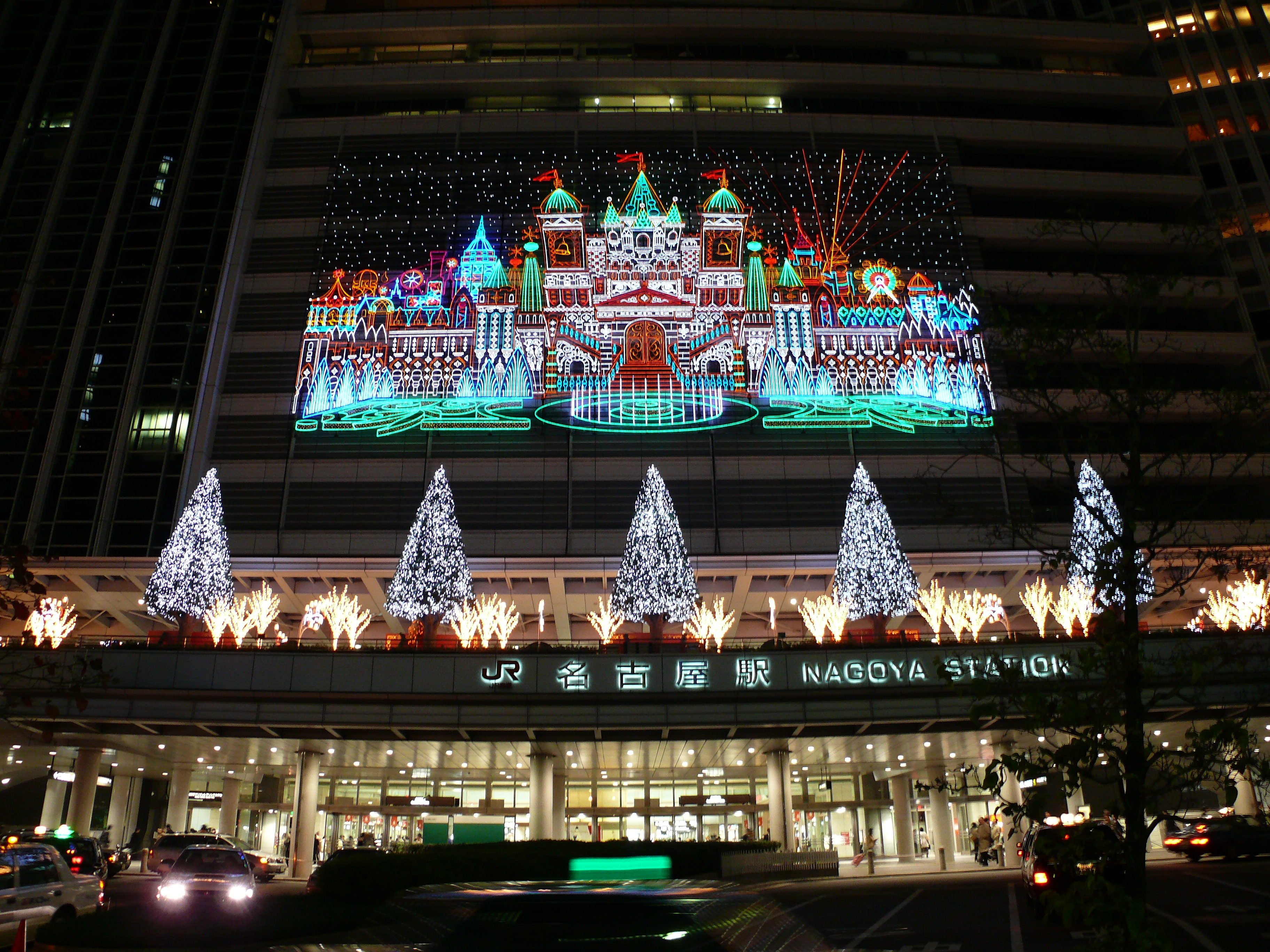
タワーズライツ（2007年11月）

近代以降の町名整理で成立した新町名である。大部分が江戸期まで愛知郡広井村および那古野村であった地域に該当し、中野高畑村や名古屋城下町の一部であった領域も僅かに含まれる。現在も名古屋駅南方の通称として使用される地名「笹島」は、江戸期までは広井村の枝郷として扱われた集落であり、周辺は葦が繁る湿地帯であったという。
国鉄名古屋駅は、1886年（明治19年）5月に設置された当初は当時の名古屋市街の西端にあたる2013年現在の笹島交差点付近にあった。ここから、名古屋市街中心部に向けて、1898年（明治31年）に名古屋鉄道の前身の一つである名古屋電気鉄道（名電）により路面電車（後の名古屋市電）が開業すると、当地区は交通結節点としての発展を始めた。その後1913年（大正2年）には、名電の郊外向けのターミナルが当地区の東端の柳橋駅に設置された。
昭和になって、1937年（昭和12年）に名古屋駅が現在地に移転すると、名古屋駅東側を南北方向に走る名駅通や名古屋駅から東に伸びる桜通が整備された。また1938年（昭和13年）には関急名古屋駅（2014年現在の近鉄名古屋駅）、1941年（昭和16年）には新名古屋駅（2014年現在の名鉄名古屋駅）が相次いで開業し、これらの駅を擁する名駅地区は交通の集積地としてさらに発展するようになった。
第二次世界大戦後には、名鉄百貨店、近鉄百貨店、松坂屋が相次いで出店し、1957年（昭和32年）には、名古屋で最初の地下鉄である東山線が名古屋駅から栄町駅（2014年現在の栄駅）まで開業すると、名駅地区は地下街の開業など商業地区としての大きな発展を見せることとなる。それでも、この時期の名駅地区は名古屋駅と名古屋市中心街（栄など）への乗換えで通過する町という側面が強かった。
しかし、1999年（平成11年）にJR名古屋駅がオフィス・ホテルや商業施設から成る超高層ビルであるJRセントラルタワーズに建て替えられ、メインのテナントとして髙島屋が進出してくると、名駅にも人の流れが出来るようになった。また2005年には常滑沖に中部国際空港が開港し、名鉄特急の利用により同空港まで30分以内で乗り換えなしでアクセス可能なビジネス拠点という立地に着目した企業が名駅にオフィスを構えるようになった。
JRセントラルタワーズの開業以降も、名駅地区ではミッドランドスクエア（2006年竣工）・アクアタウン納屋橋（2006年竣工）・名古屋ルーセントタワー（2007年竣工）・モード学園スパイラルタワーズ（2008年竣工）・名古屋プライムセントラルタワー（2009年竣工）などの超高層ビルの建設が相次いでいる。その後も、JRゲートタワー（元：名古屋ターミナルビル、2017年竣工）、JPタワー名古屋（元：名古屋中央郵便局名古屋駅前分室、2015年竣工）や大名古屋ビルヂング（2代目、2015年竣工）などを超高層ビルとして建て替える工事が実施されるなど国内屈指の超高層ビル街への変貌を遂げつつあり、栄と並ぶ名古屋圏を代表するビジネス街としての拠点性が高まっている。
2004年には、それまでのJR西名古屋港支線を旅客路線とした名古屋臨海高速鉄道あおなみ線の名古屋駅が開業している。

### 町名の沿革
- 1977年（昭和52年）10月23日 - 以下の通り、中村区名駅一～五丁目および西区名駅一～三丁目が成立[1][2]。
  - 中村区名駅一丁目 - 中村区鷹羽町全域および笹島町・泥江町・広井町・広小路西通・堀内町の各一部
  - 中村区名駅二丁目 - 中村区小鳥町・笹島町・島崎町・広井町の各一部
  - 中村区名駅三丁目 - 中村区上笹島町全域および小鳥町・米屋町・笹島町・志摩町・島崎町・泥江町・広井町・堀内町の各一部
  - 中村区名駅四丁目 - 中村区小鳥町・米屋町・笹島町・志摩町・西柳町・花車町・東柳町・泥江町・広井町・広小路西通・堀内町の各一部
  - 中村区名駅五丁目 - 中村区大船町・小鳥町・花車町・東柳町・広小路西通・船入町の各一部
  - 西区名駅一丁目 - 西区則武町・牛島町の各一部
  - 西区名駅二丁目 - 西区早苗町・那古野町・輪ノ内町の各一部
  - 西区名駅三丁目 - 西区替地町・那古野町の各一部
- 1978年（昭和53年）10月15日 - 中村区島崎町全域を中村区名駅二丁目へ[9]、西区早苗町全域および江西町・菊井通・那古野町・西菊井町・輪ノ内町の各一部を西区名駅二丁目へ編入[2]。
- 1981年（昭和56年）4月29日 - 西区則武町・則武新町・輪ノ内町の各一部を西区名駅二丁目へ編入[2]。
- 1981年8月23日 - 西区江西町・菊井通・西菊井町・輪ノ内町の各一部を西区名駅二丁目へ編入[2]。

## 地理
| ゲートウォーク（2017年6月）  |  | エスカ地下街（2012年10月）  |
| ゲートウォーク （2017年6月） |  | エスカ地下街 （2012年10月） |

広義での（「名古屋駅周辺地域」の意での）名駅地区は、中村区東部と西区南部におおよそ東西約1.1km、南北約1.1kmの町域を成す。地区東端の丸の内との町界沿いには堀川が流れる。地区内の標高は約2mであり、熱田台地上にある栄との高低差は約10mである。
南北方向に名古屋駅を挟み込む形で走る名駅通（東側）・名古屋市道椿町線（西側）と江川線（名古屋市道江川線）、東西方向に走る広小路通（愛知県道60号名古屋長久手線）・錦通・桜通（愛知県道68号名古屋津島線）・太閤通（愛知県道68号名古屋津島線）といった大通りを軸に町が構成されている。これらの道路の沿線にはビルが林立している。
また、日本初の本格的地下街であるサンロード（名古屋駅東側）をはじめ、名古屋駅東側のメイチカ、キタチカ（旧 新名フード）、ダイナード、ミヤコ地下街、ゲートウォーク（旧：テルミナ地下街）、ユニモール、名古屋駅西側のエスカ地下街、JR名古屋駅コンコース地下に所在しユニモールとエスカ地下街を結ぶ形となっているファッションワンなど、駅の東側、西側ともに広大な地下街が複雑に広がっている。

### 名古屋駅東

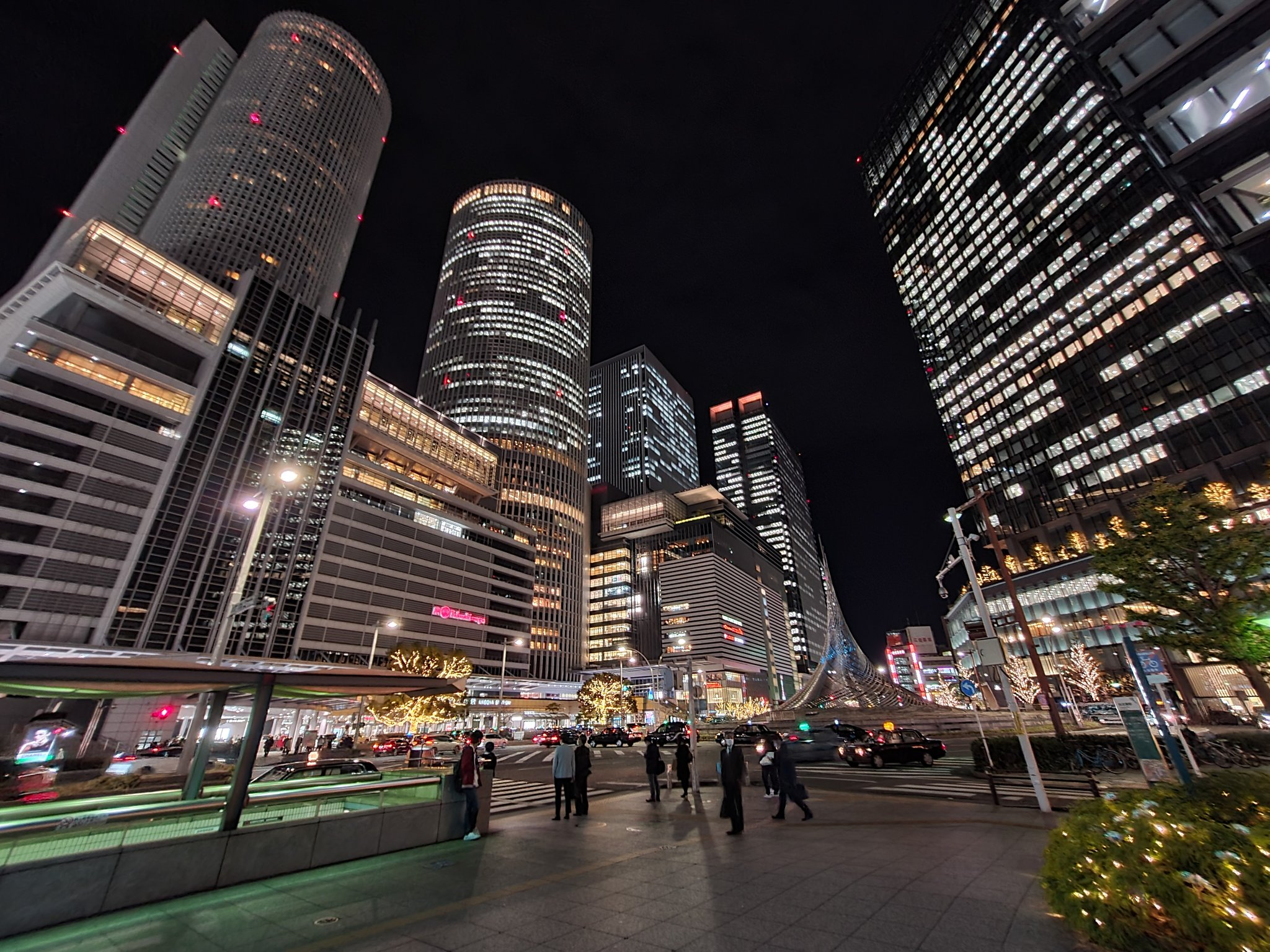
桜通口側（名古屋駅東側）のオフィス街（2021年2月）

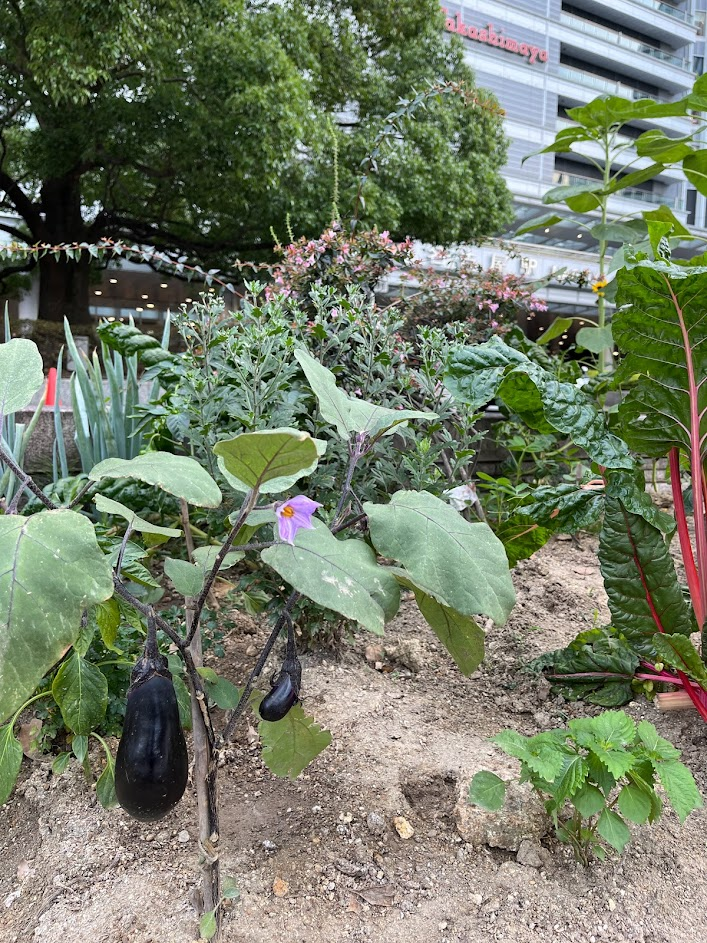
勝手菜園（2022年6月28日）

名古屋駅の東側の地区は名古屋市有数のビジネス街・繁華街となっている。
JR・地下鉄・近鉄・名鉄の主要な鉄道駅が集中し、道路の地下にはサンロード・メイチカ・ゲートウォーク等の地下街が形成される形となっている名駅通沿いには、同時に百貨店などの商業施設も集中している。近年の再開発も名駅通の沿線を中心に行われている。また、桜通地下にはユニモール、錦通地下にはミヤコ地下街があり、沿線のビル群と併せてビジネス街・繁華街を構成する形となっている。
名古屋駅桜通口正面から南東方向にかけては歓楽街・飲食店街が広がっている。大名古屋ビルヂング裏手の名駅3丁目界隈は通称「名3（めいさん）」、ミッドランドスクエア裏手から広小路通にかけての名駅4丁目界隈は通称「名4（めいよん）」と呼ばれ、古くからの歓楽街であり、昼食時や夜間はひときわ人通りが激しい。2011年からは名3において各飲食店の食べ歩きグルメグランプリイベント「名3グランプリ」が2月に開催され、2012年からは名4の店舗も加わっている。
名駅北東の那古野には円頓寺商店街があり、下町風情の残る地域となっている。

#### 名古屋駅の勝手菜園
2022年6月、名古屋駅東側にある植樹帯に勝手に野菜が植えられていることが分かり、「名古屋駅の勝手菜園」として話題になった。ナスやピーマン、トマト、トウモロコシなどの夏野菜が植えられており、70代の男性が「あまりにゴミが多くて草が生えていたから」と2年ほど前から始めたという。管理する名古屋市に無許可で行われていたため、市の担当者は「好ましくない」という見解を示し、撤去を求め看板を設置。しかし6月20日、河村たかし名古屋市長は「楽しいがや。みんなで決めなあかんけど。名古屋の歩道政策の転換点じゃないですか」と話し、収穫までは撤去せず、収穫後は野菜を育てる市民を公募し、このエリアを提供するという考えを示した。7月、スイカを残し菜園の野菜がなくなった。管理する中村土木事務所が男性と話し合った結果、夏野菜なので収穫が終わり、別の場所に植え替えることになったという。河村市長はなくなった野菜畑について「（植えた方は）なかなかご立派だったと思いますよ。草ボウボウの所で上にナスビがなっとったけど、ああいうものなった方がなかなかホッとするがね、心が」と振り返った。

### 名古屋駅西

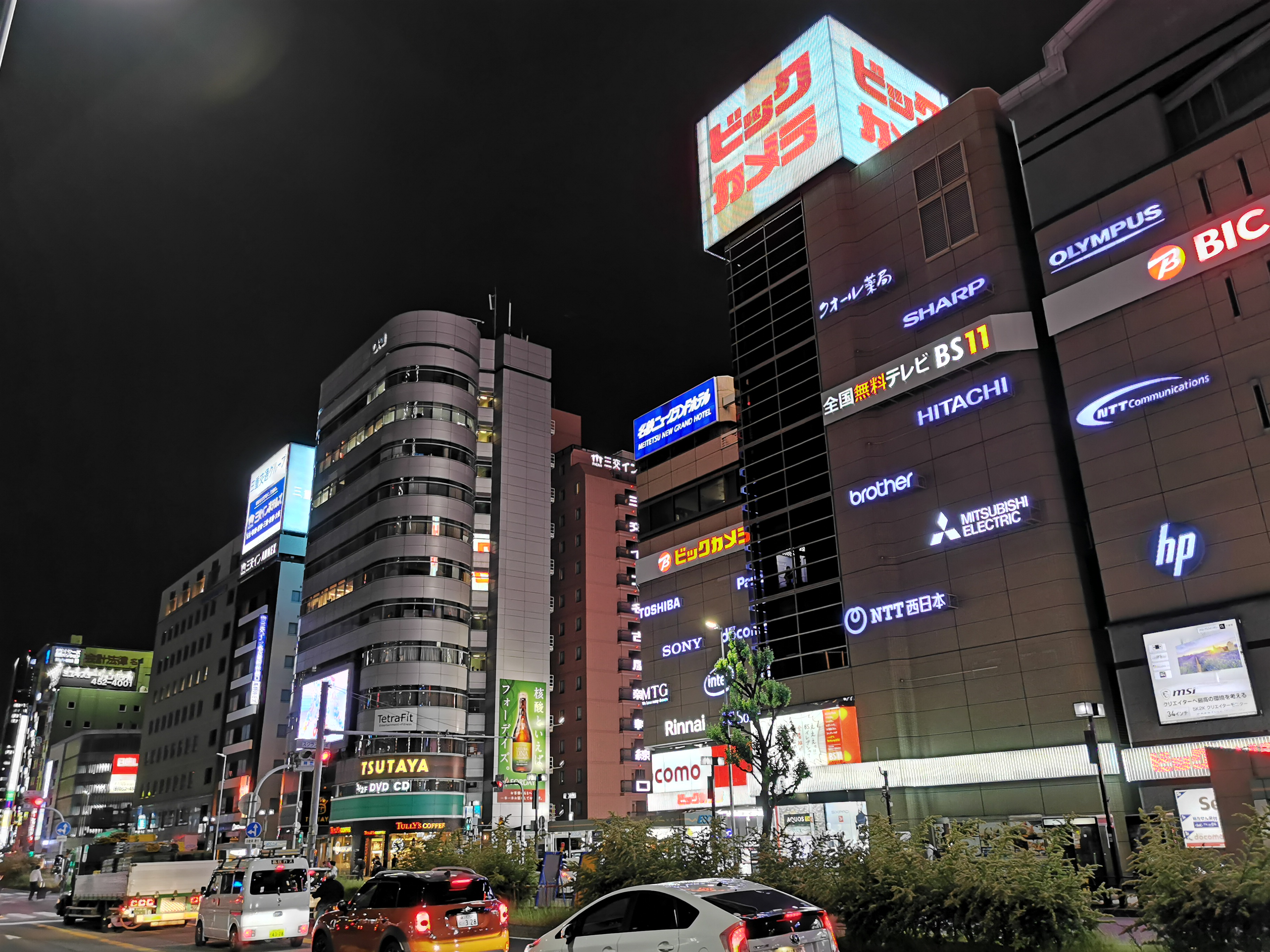
太閤口側（名古屋駅西側）の電気街（2021年5月）

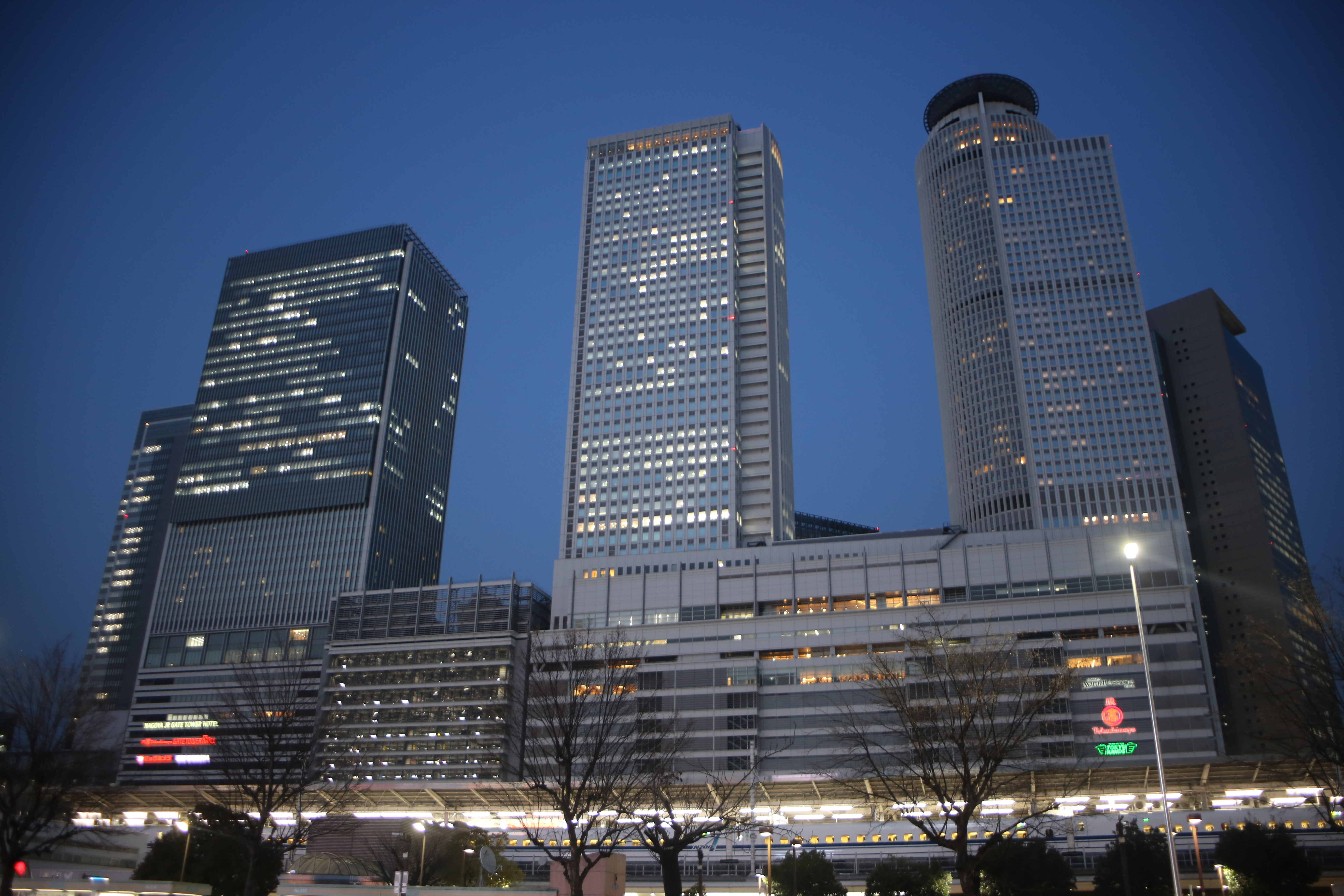
名古屋駅太閤通口（2022年3月）

名古屋駅の西側は、「駅西」または「駅裏」と呼ばれている。
地区内を走る主要道路としては、名古屋市道椿町線と太閤通が挙げられる。また、JR名古屋駅と椿町線の間の地下にはエスカ地下街が形成されている。
駅西は、名古屋駅開業以後も中村区役所周辺である西側の中村地区の発展とは対照的に市街地としての発展が遅れていた。第二次世界大戦後には、闇市やバラックが立ち並び雑然としていた地区であったが、1964年10月の東海道新幹線の開通と機を同じくして大規模な土地区画整理が行なわれた。しかし、その後は名古屋市を本拠とする河合塾などの大手予備校や専門学校のほかビジネスホテル、小さな商店や風俗店、アニメショップなどが雑然と立ち並ぶ地区となった。
2004年にはあおなみ線名古屋駅が太閤通口側に新たに開業している。また、2010年には、高速バスの発着場所として機能していた駅東地区の名古屋ターミナルビルが解体建て替え工事に入ったことから、当地区にJRハイウェイバスの発着場が移転した。
現在、2027年に開通予定の中央新幹線の地下駅が当街区に設置されることから、新たな駅前広場の設置や区画整理など大規模な再開発が進行中である。

## 世帯数と人口
2019年（平成31年）2月1日現在の世帯数と人口は以下の通りである。
| 区     | 丁目               | 世帯数    | 人口    |
| ------ | ------------------ | --------- | ------- |
| 中村区 | 名駅一丁目・二丁目 | 160世帯   | 224人   |
| 中村区 | 名駅三丁目         | 388世帯   | 620人   |
| 中村区 | 名駅四丁目         | 81世帯    | 154人   |
| 中村区 | 名駅五丁目         | 585世帯   | 921人   |
| 中村区 | 中村区 計          | 1,214世帯 | 1,919人 |
|        |                    |           |         |
| 西区   | 名駅一丁目         | 21世帯    | 24人    |
| 西区   | 名駅二丁目         | 1,036世帯 | 1,640人 |
| 西区   | 名駅三丁目         | 119世帯   | 191人   |
| 西区   | 西区 計            | 1,176世帯 | 1,855人 |
|        |                    |           |         |
| 計     | 計                 | 2,390世帯 | 3,774人 |

## 学区
市立小・中学校に通う場合、学校等は以下の通りとなる。また、公立高等学校に通う場合の学区は以下の通りとなる。
| 区     | 丁目       | 番・番地等 | 小学校                 | 中学校               | 高等学校 |
| ------ | ---------- | ---------- | ---------------------- | -------------------- | -------- |
| 中村区 | 名駅一丁目 | 全域       | 名古屋市立笹島小学校   | 名古屋市立笹島中学校 | 尾張学区 |
| 中村区 | 名駅二丁目 | 全域       | 名古屋市立笹島小学校   | 名古屋市立笹島中学校 | 尾張学区 |
| 中村区 | 名駅三丁目 | 全域       | 名古屋市立笹島小学校   | 名古屋市立笹島中学校 | 尾張学区 |
| 中村区 | 名駅四丁目 | 全域       | 名古屋市立笹島小学校   | 名古屋市立笹島中学校 | 尾張学区 |
| 中村区 | 名駅五丁目 | 全域       | 名古屋市立笹島小学校   | 名古屋市立笹島中学校 | 尾張学区 |
| 西区   | 名駅一丁目 | 全域       | 名古屋市立なごや小学校 | 名古屋市立菊井中学校 | 尾張学区 |
| 西区   | 名駅二丁目 | 全域       | 名古屋市立なごや小学校 | 名古屋市立菊井中学校 | 尾張学区 |
| 西区   | 名駅三丁目 | 全域       | 名古屋市立なごや小学校 | 名古屋市立菊井中学校 | 尾張学区 |

## 主な施設
町名としての名駅に所在するものを挙げる。

### 名駅一丁目
- JRセントラルタワーズ
- JRゲートタワー
- JPタワー名古屋（KITTE名古屋）
  - 名古屋中央郵便局
- 名鉄百貨店本店
- 近鉄百貨店名古屋店（近鉄パッセ）
- 名鉄バスセンター
- 名鉄グランドホテル
- ヤマダデンキLABI名古屋
- JR東海太閤ビル

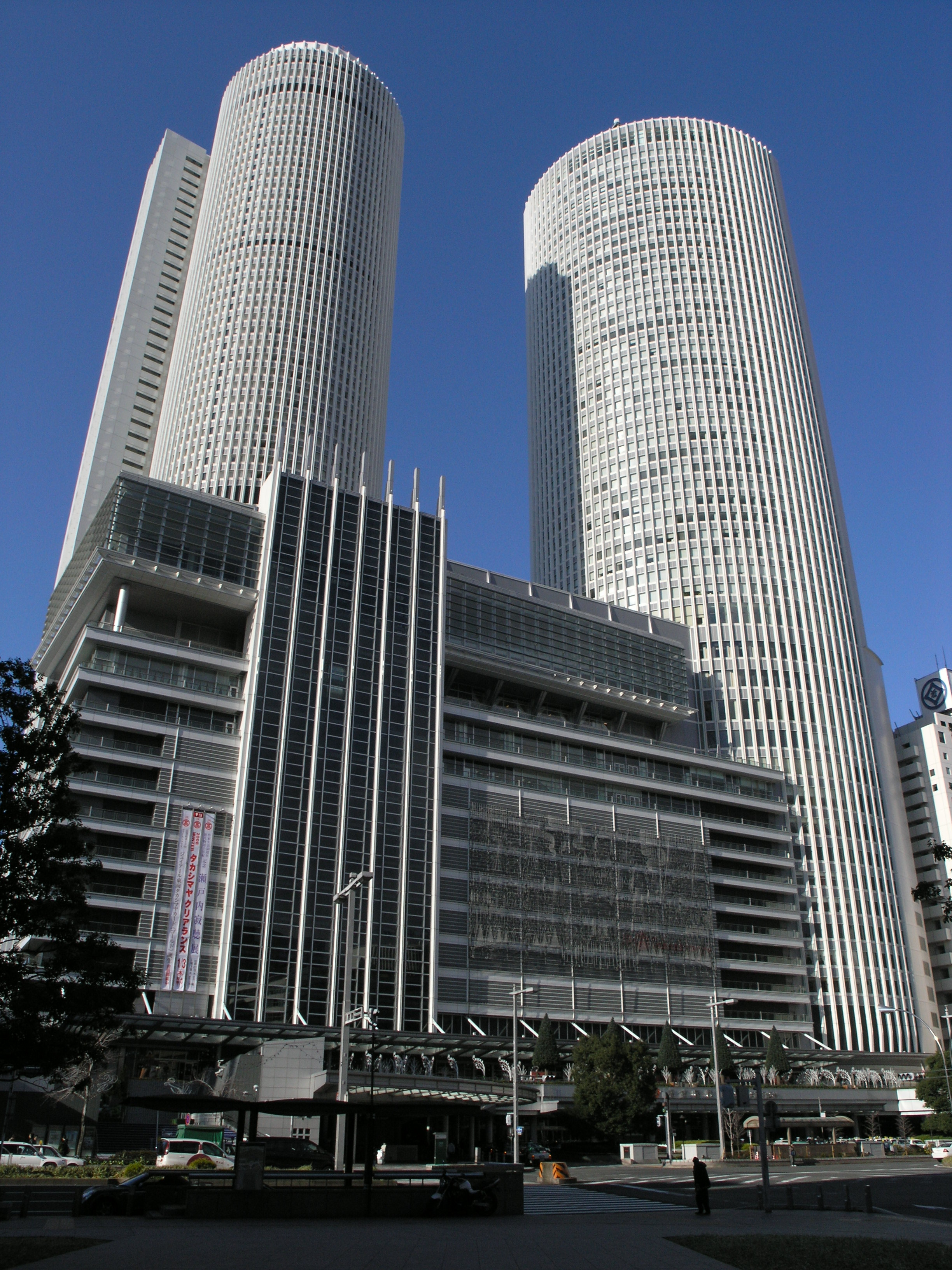
JRセントラルタワーズ（2007年12月）
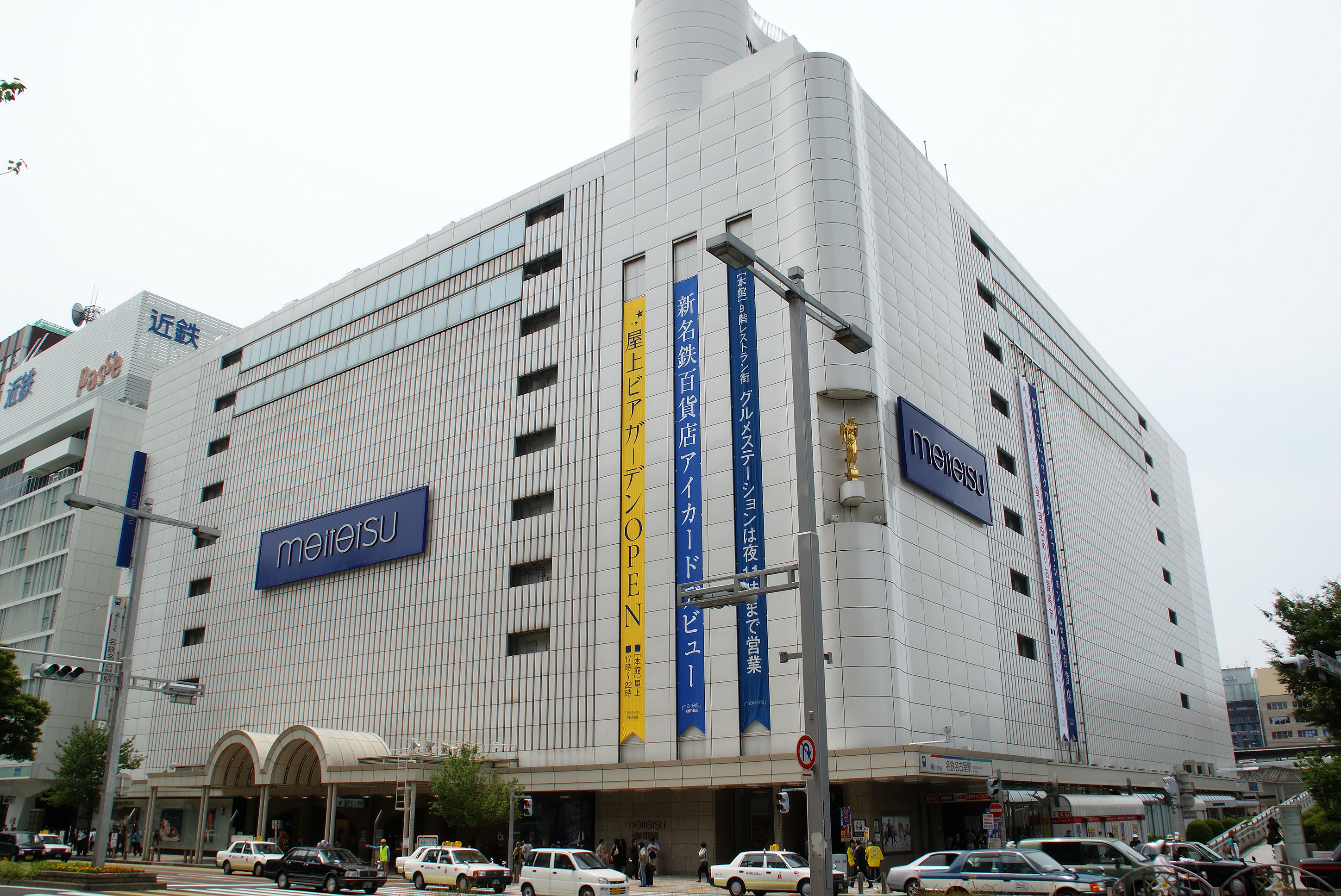
名鉄百貨店本店（2009年5月）
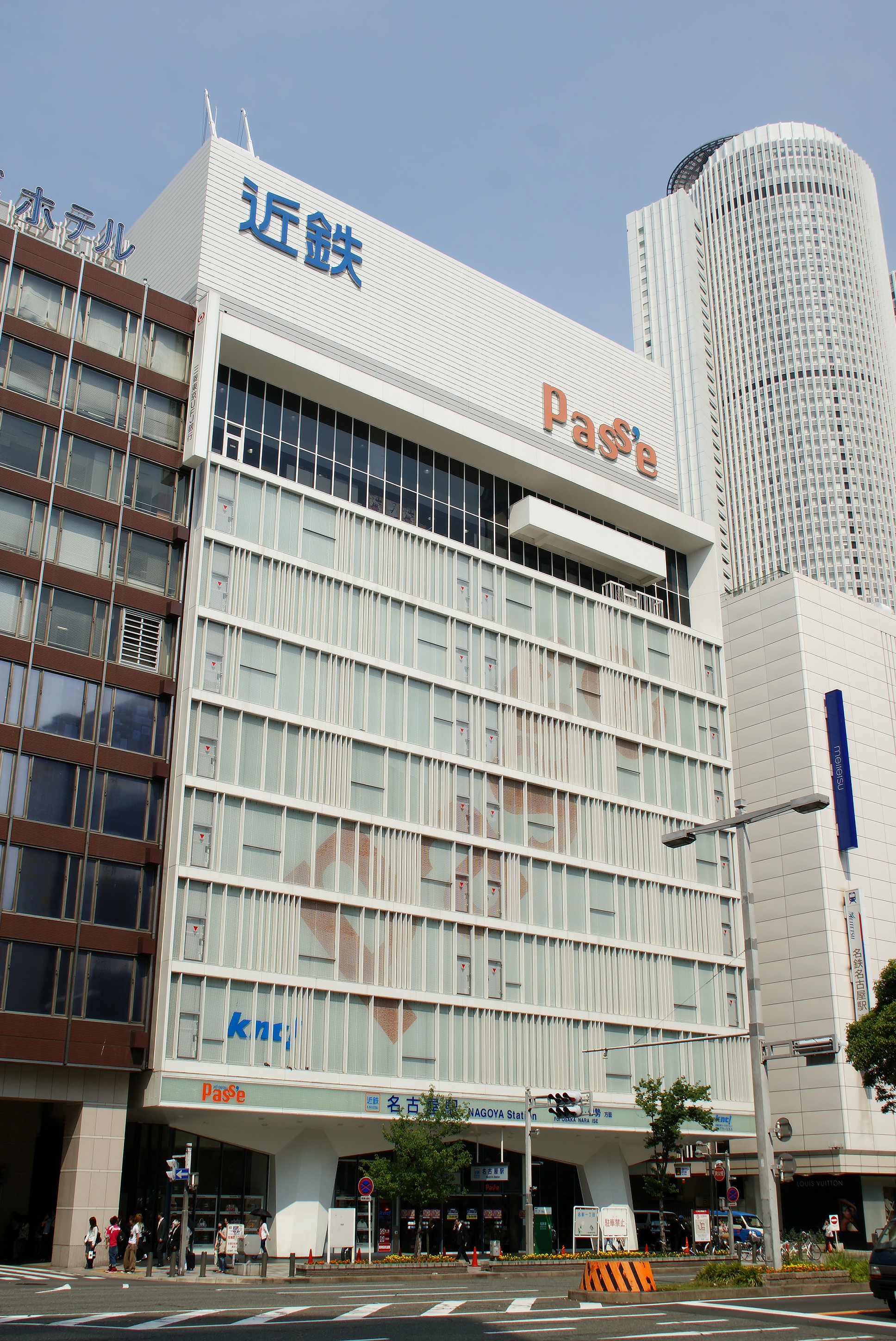
近鉄百貨店名古屋店（2009年5月）
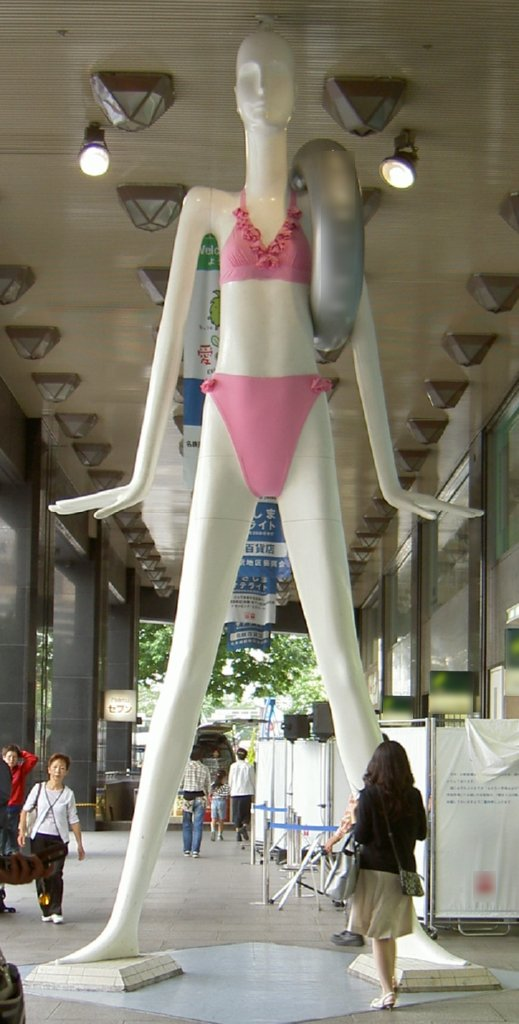
ナナちゃん人形（2005年6月）

### 名駅二丁目
- 松岡ビル
- 桑山ビル
- ザ サイプレス メルキュールホテル名古屋
- ホテルサンルートプラザ名古屋
- 名古屋プライムセントラルタワー
- ブリリアタワー名古屋グランスイート

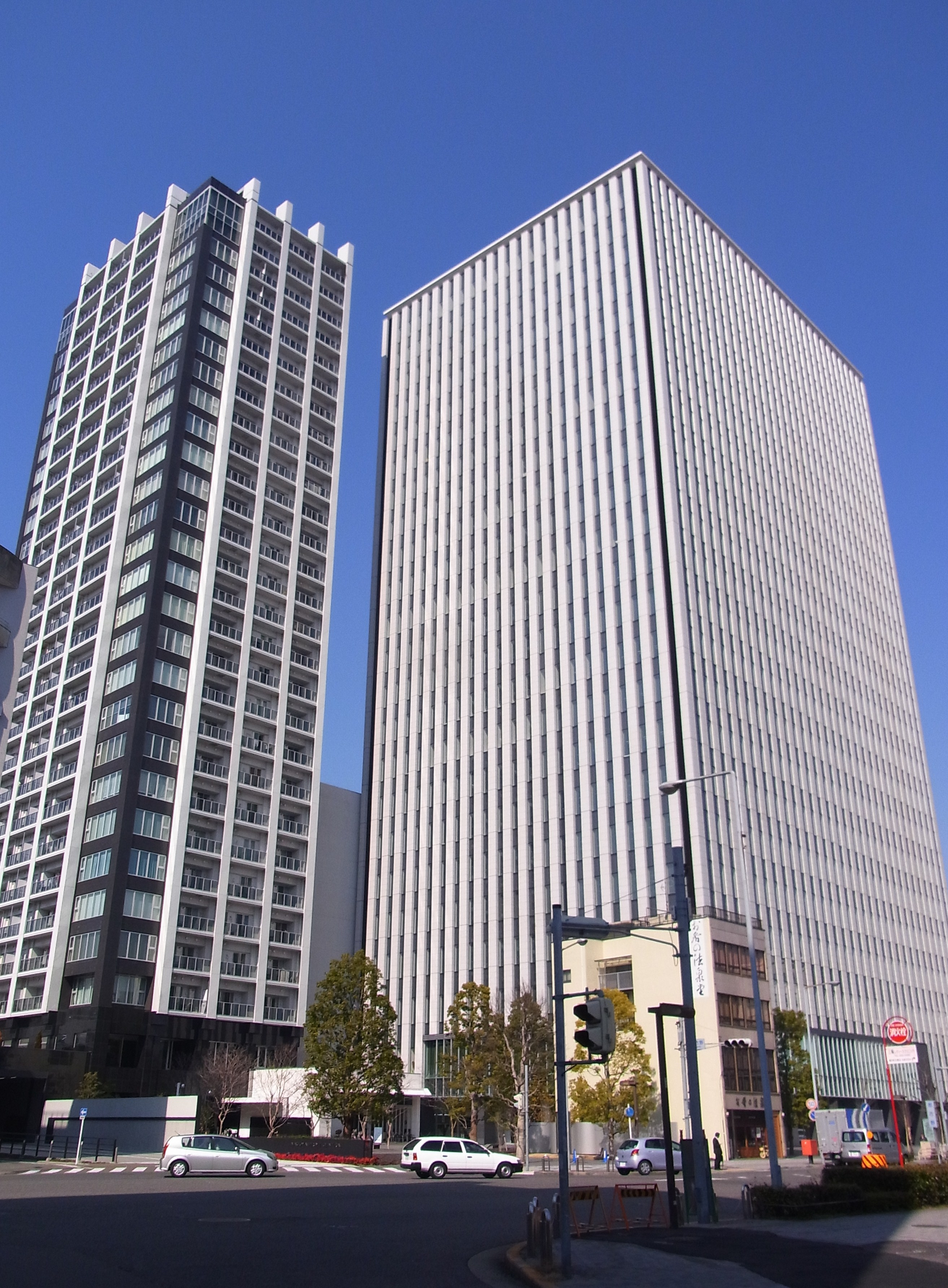
名古屋プライムセントラルタワー（画像右・2011年2月）

### 名駅三丁目
- 大名古屋ビルヂング
- 名古屋ダイヤビルディング（1号館・2号館・3号館）
- 東洋ビルディング
- 大東海ビル
- 名古屋東洋官窯陶磁美術館

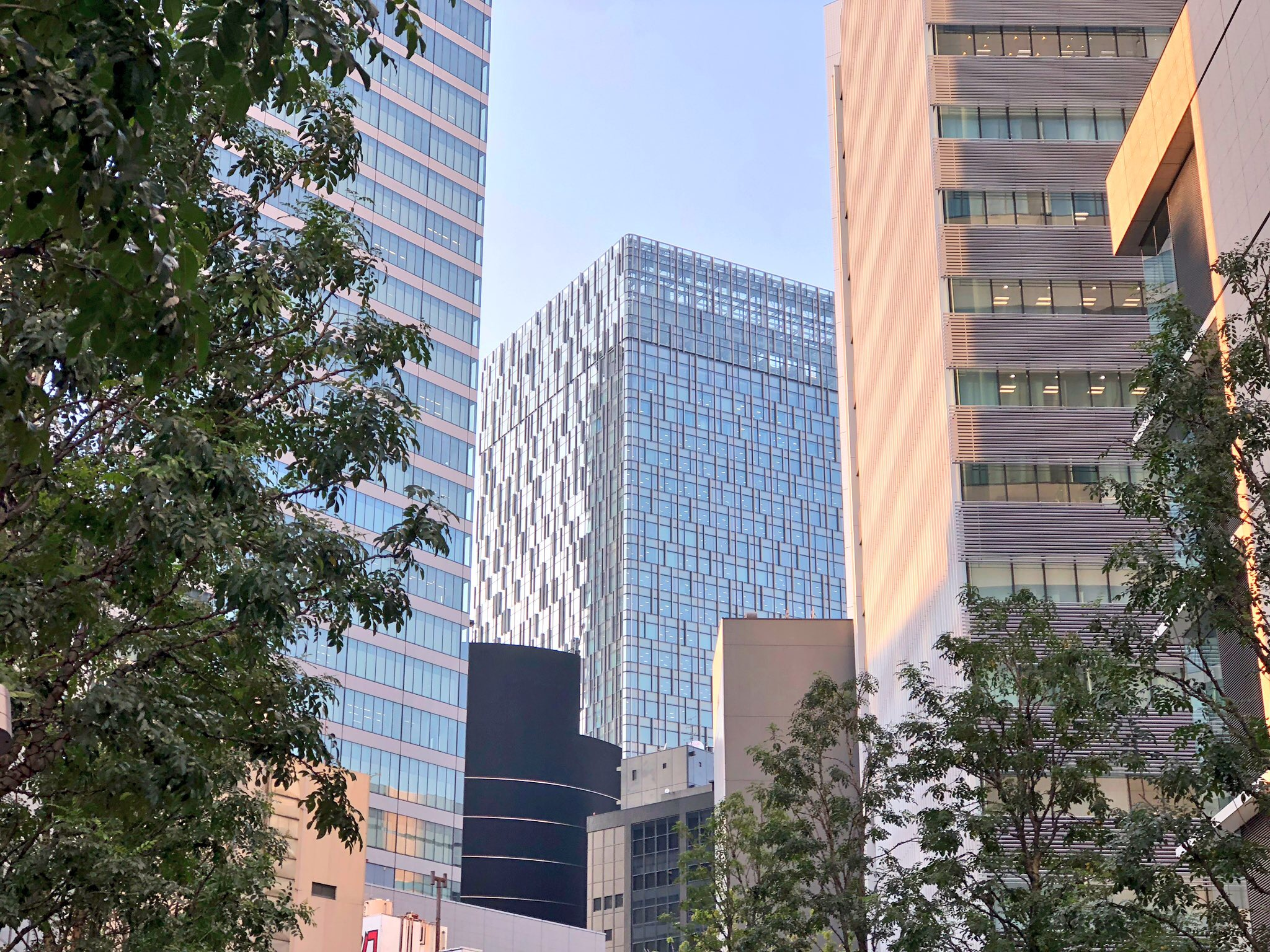
ビルの谷から望む大名古屋ビルヂング

### 名駅四丁目
- ミッドランドスクエア
- 名古屋ビルディング
- 愛知県産業労働センター
- 名古屋クロスコートタワー
- センチュリー豊田ビル
- シンフォニー豊田ビル
- 桜通豊田ビル
- キャッスルプラザ
- M4テラス
- モード学園スパイラルタワーズ
- 柳橋中央市場
- 西柳公園
- 名古屋柳橋郵便局
- 名古屋市立笹島小学校・中学校

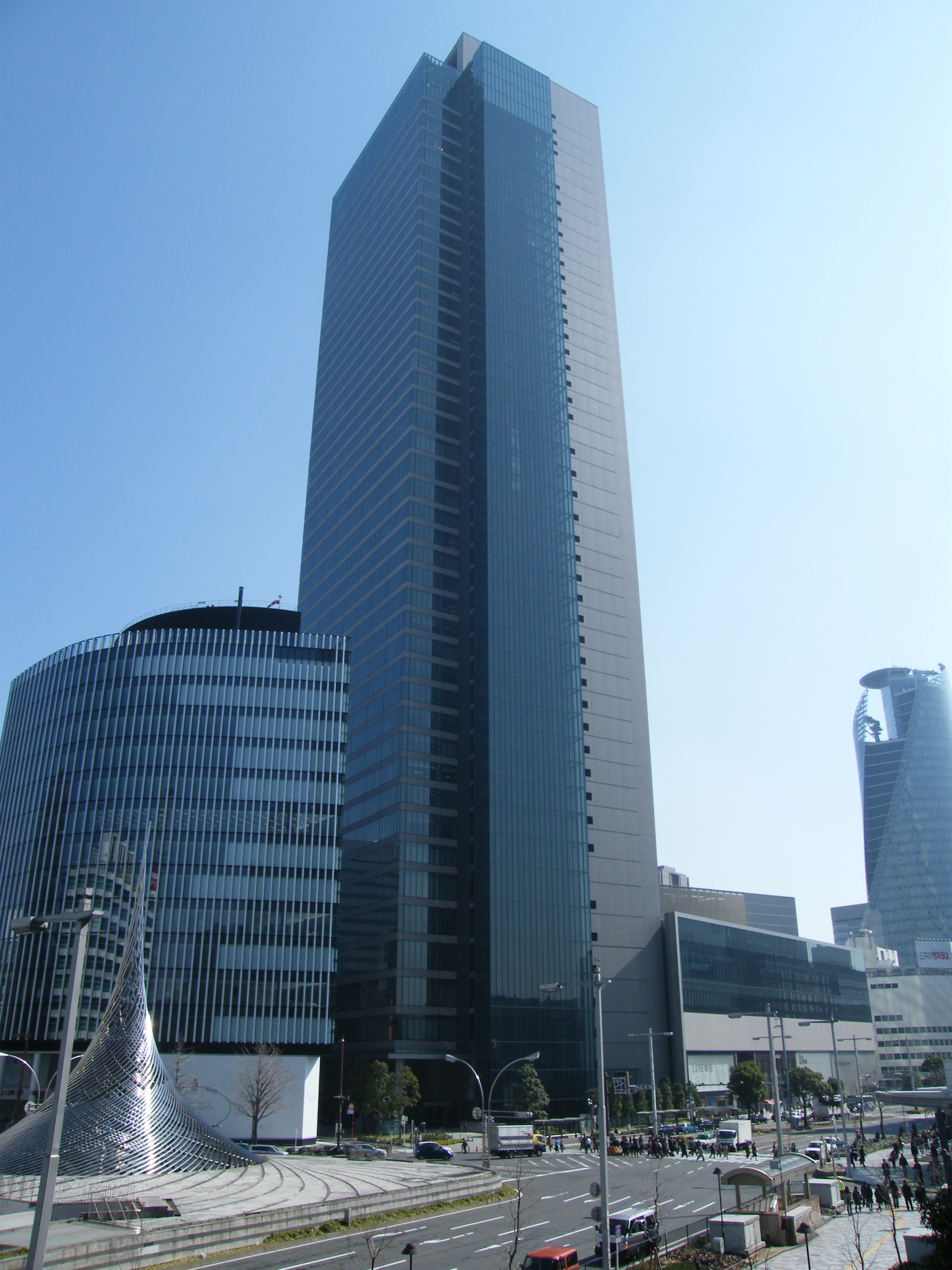
ミッドランドスクエア（2010年2月）
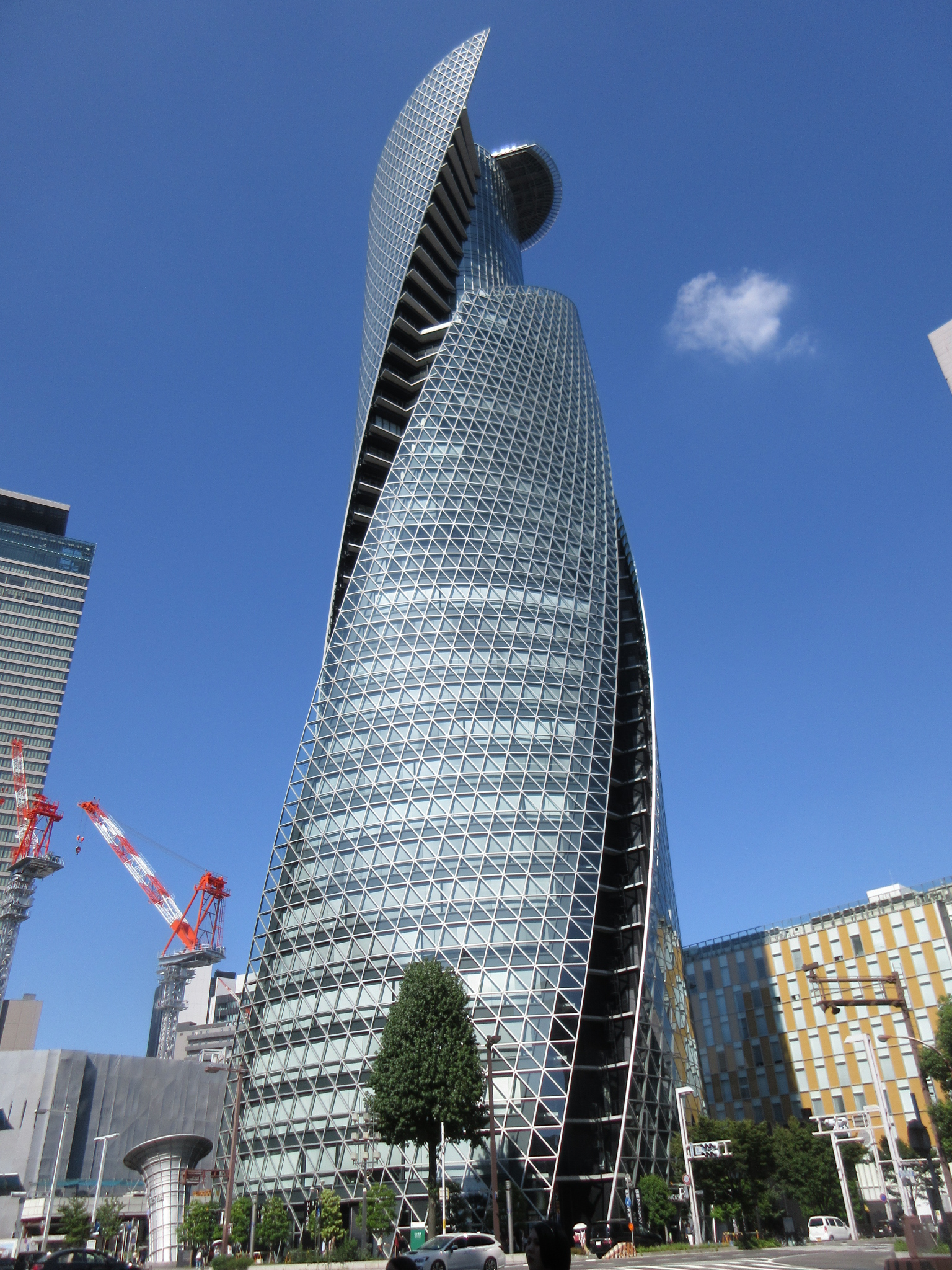
モード学園スパイラルタワーズ（2019年9月）
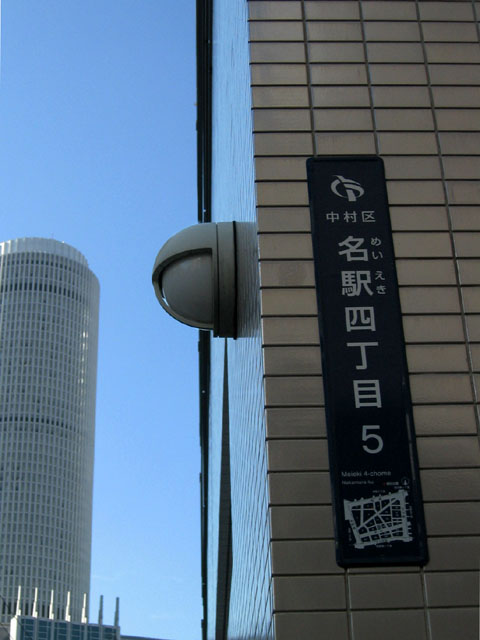
中村区名駅四丁目のプレート（2004年12月）

### 名駅五丁目
- 花車ビル（本館・北館・南館）
- アクアタウン納屋橋
- 帝国データバンク名古屋支店
- 名古屋銀行柳橋支店
- 名古屋名駅五郵便局

## ギャラリー

### 名駅地下街

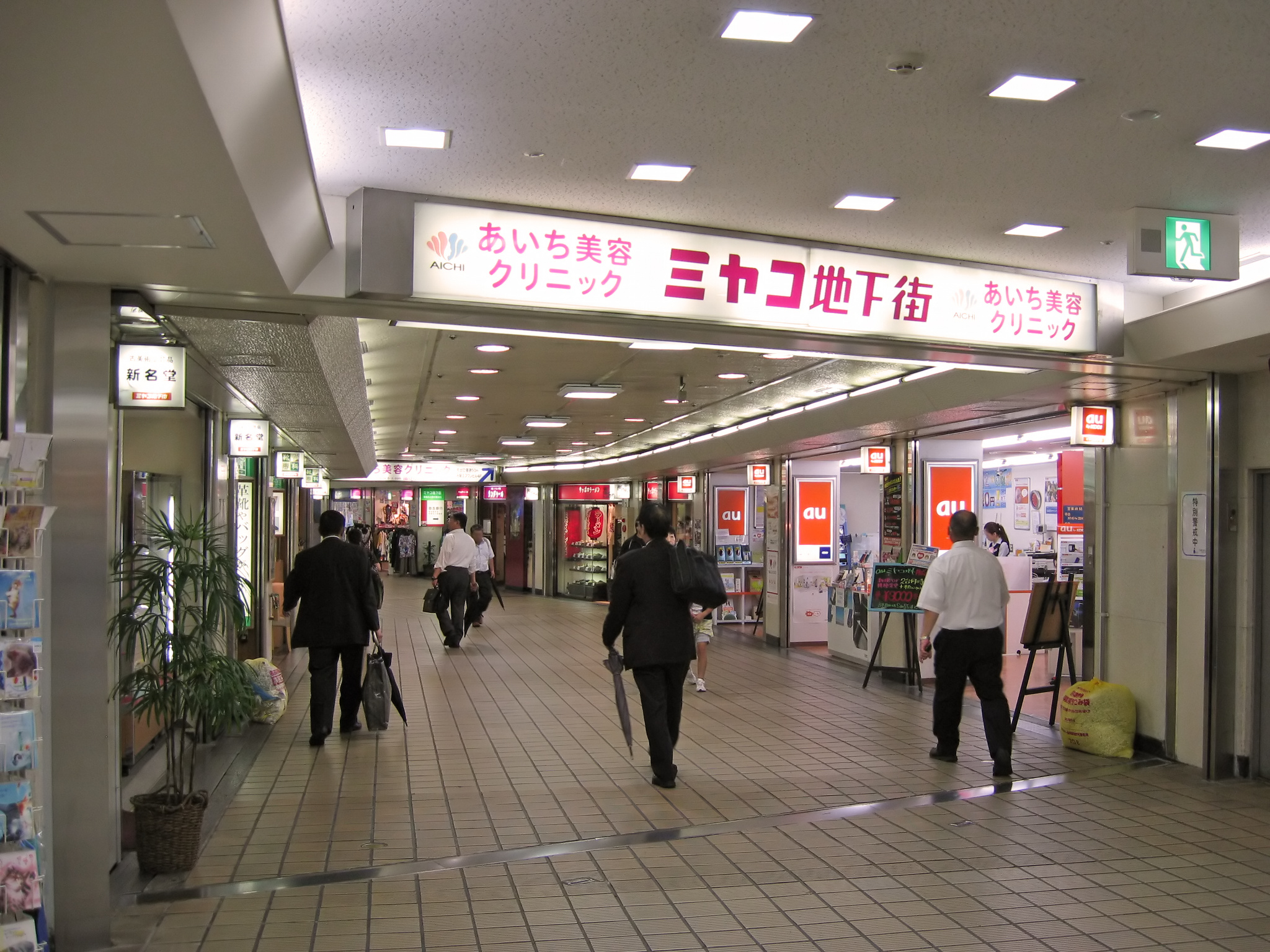
ミヤコ地下街（2009年7月）
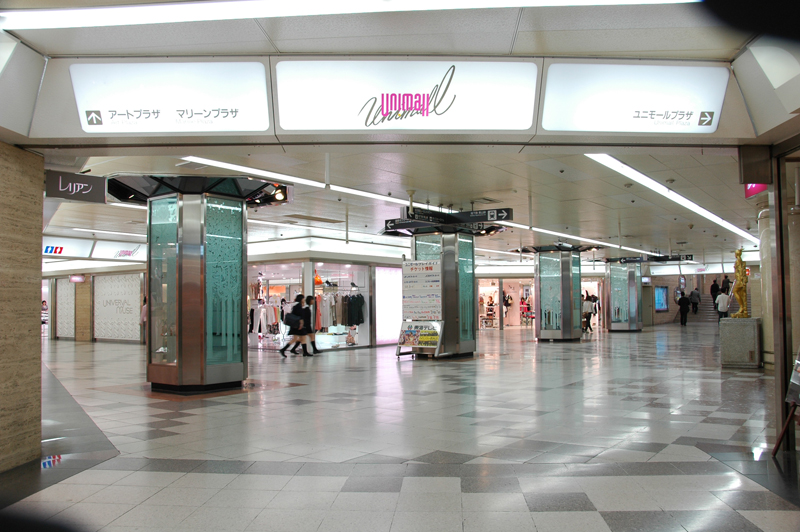
ユニモール地下街（2009年10月）
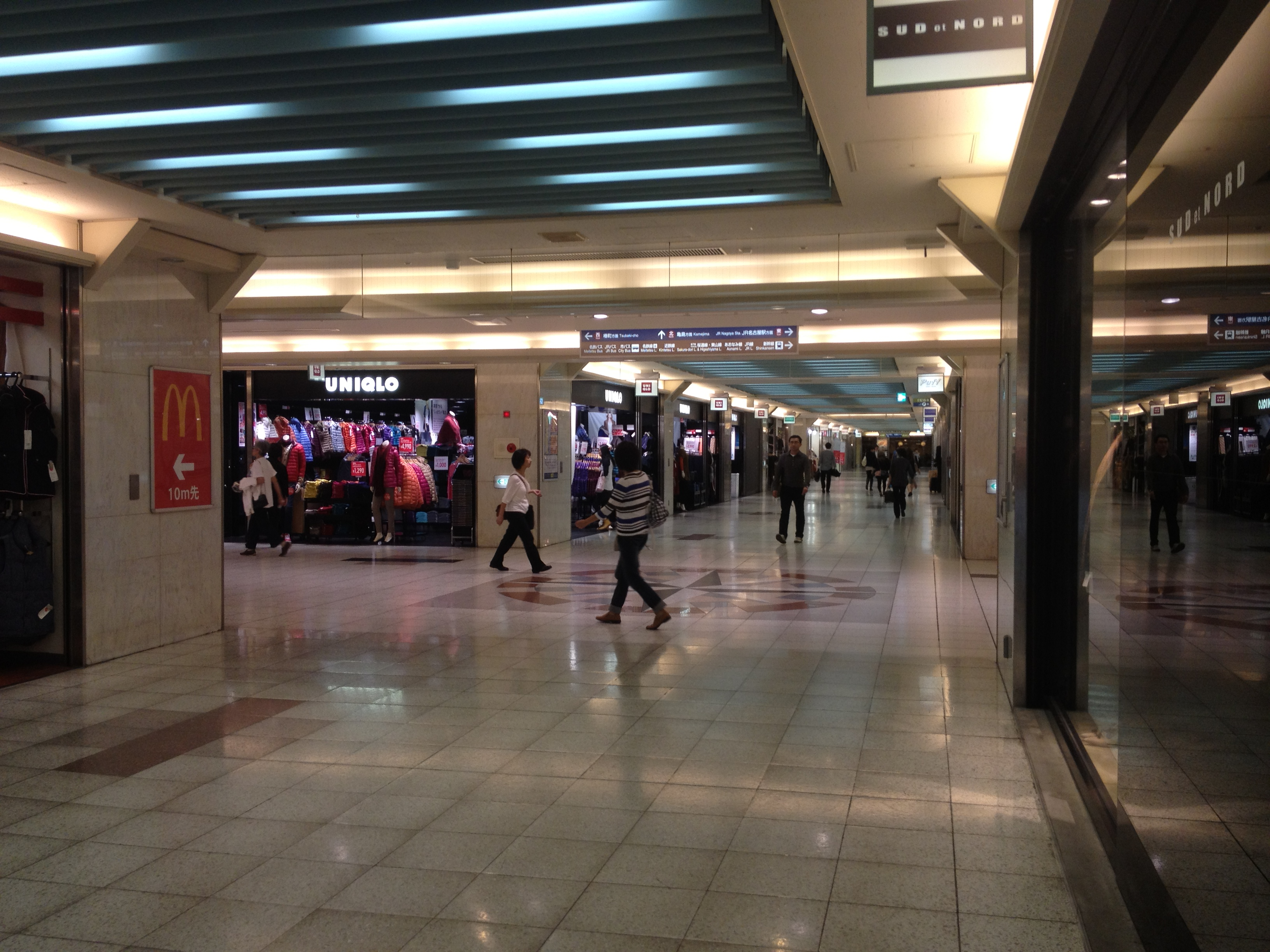
エスカ地下街（2012年10月）
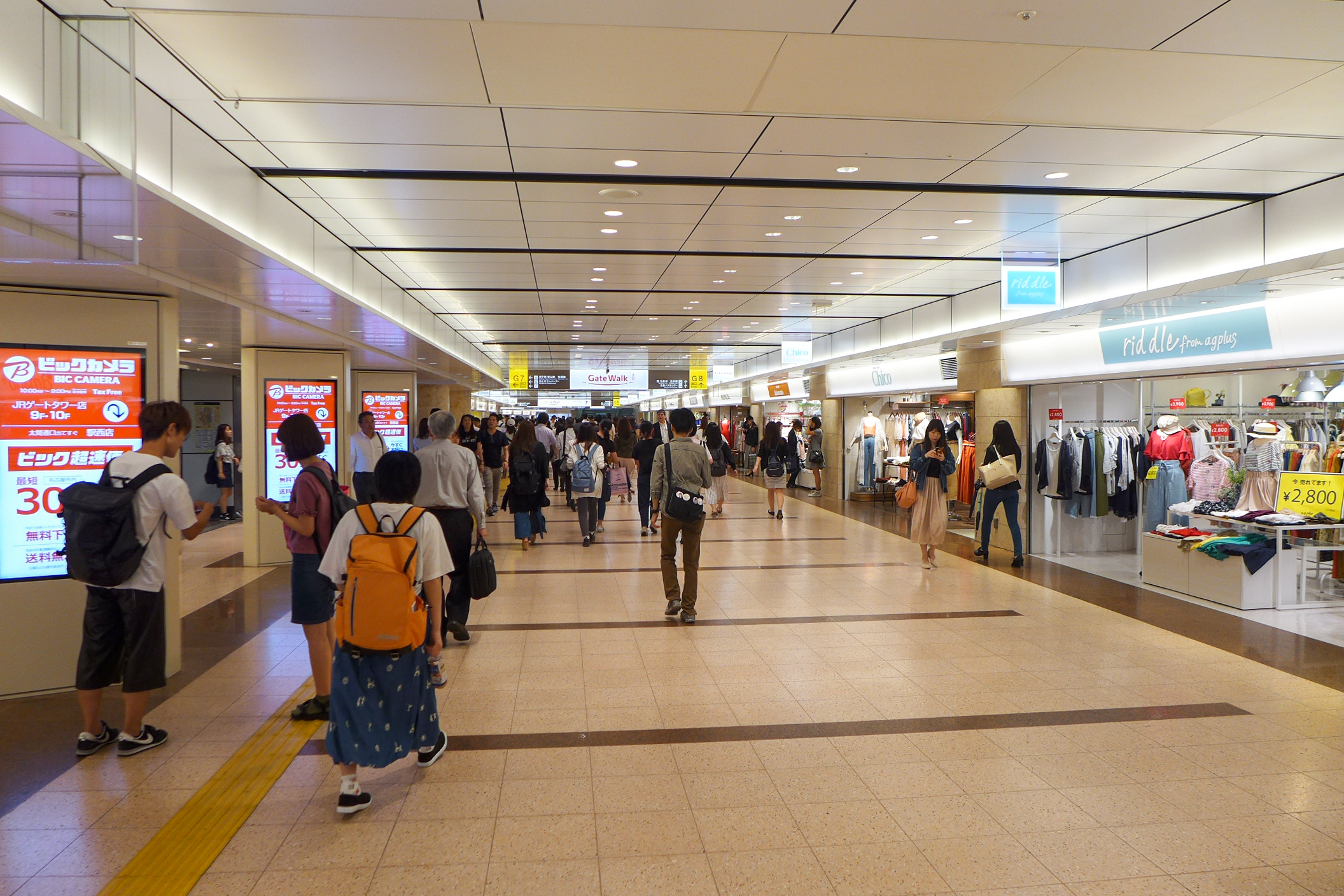
ゲートウォーク（2017年6月）
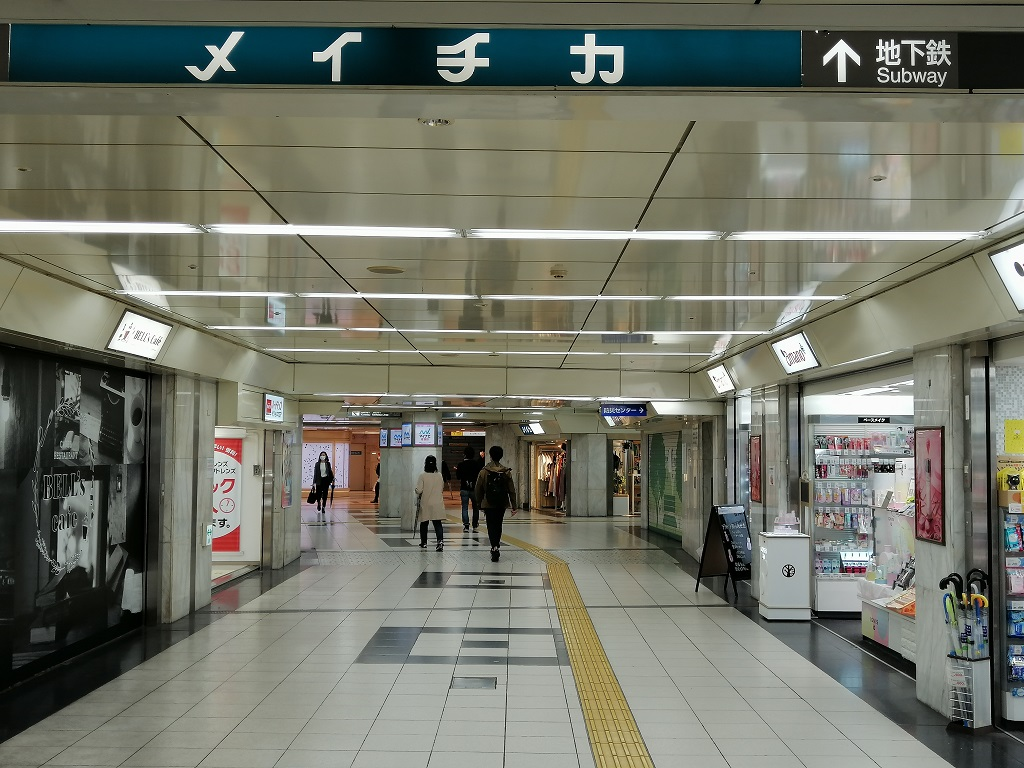
メイチカ（2020年5月）
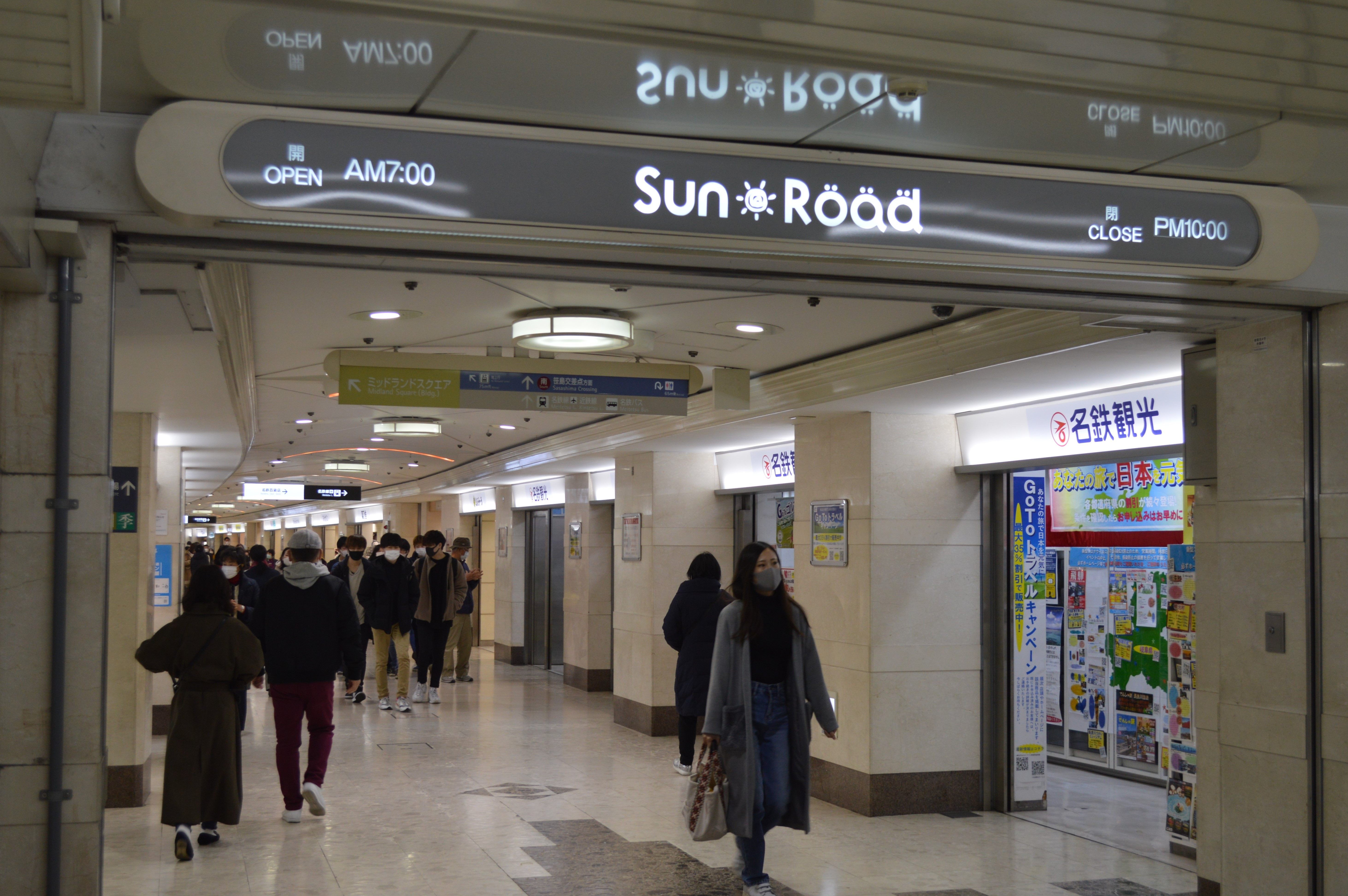
サンロード（2020年12月）

### 名駅エリア

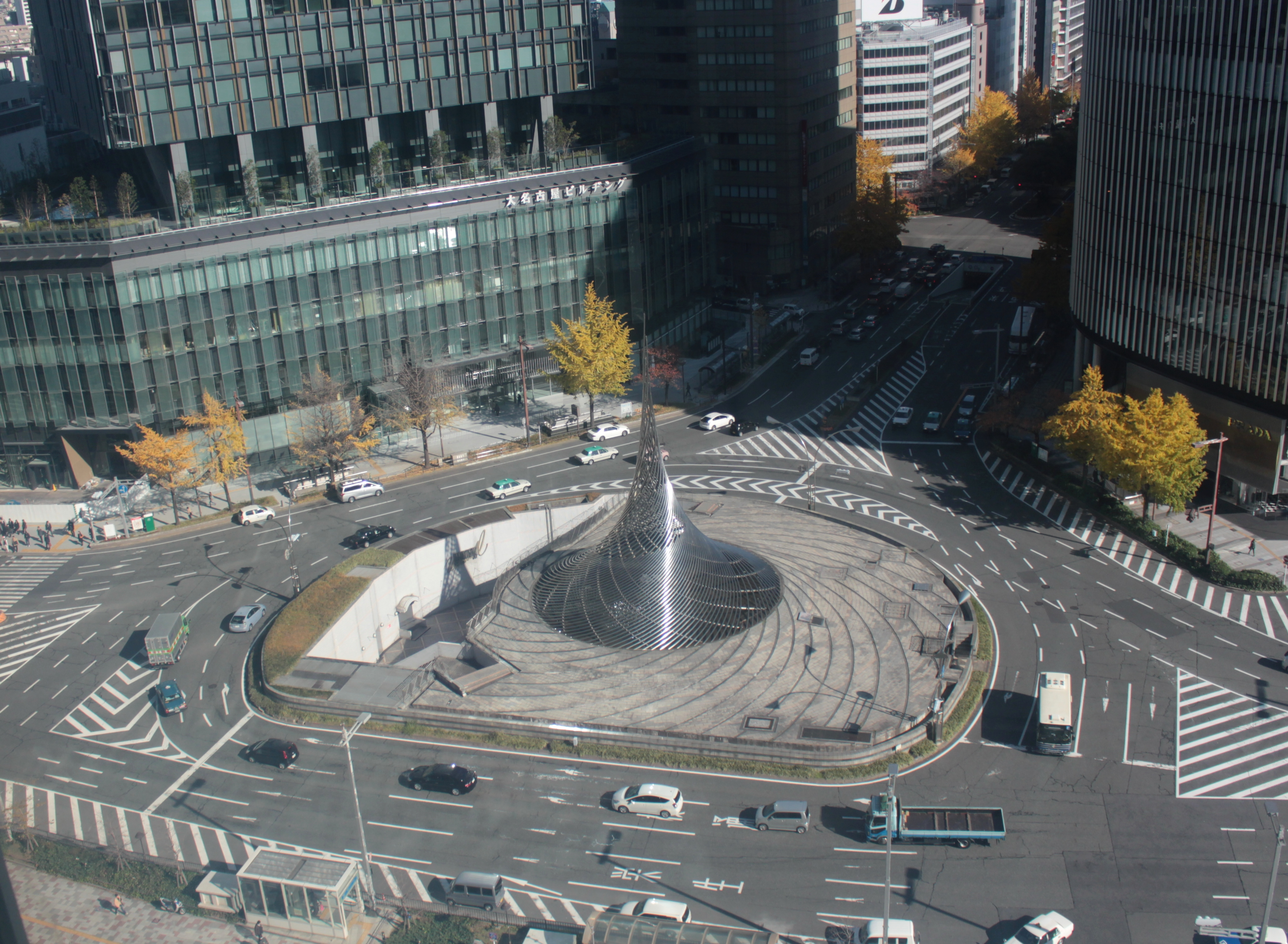
名古屋駅桜通口にあるモニュメント｢飛翔｣と大名古屋ビルヂング（2015年12月）
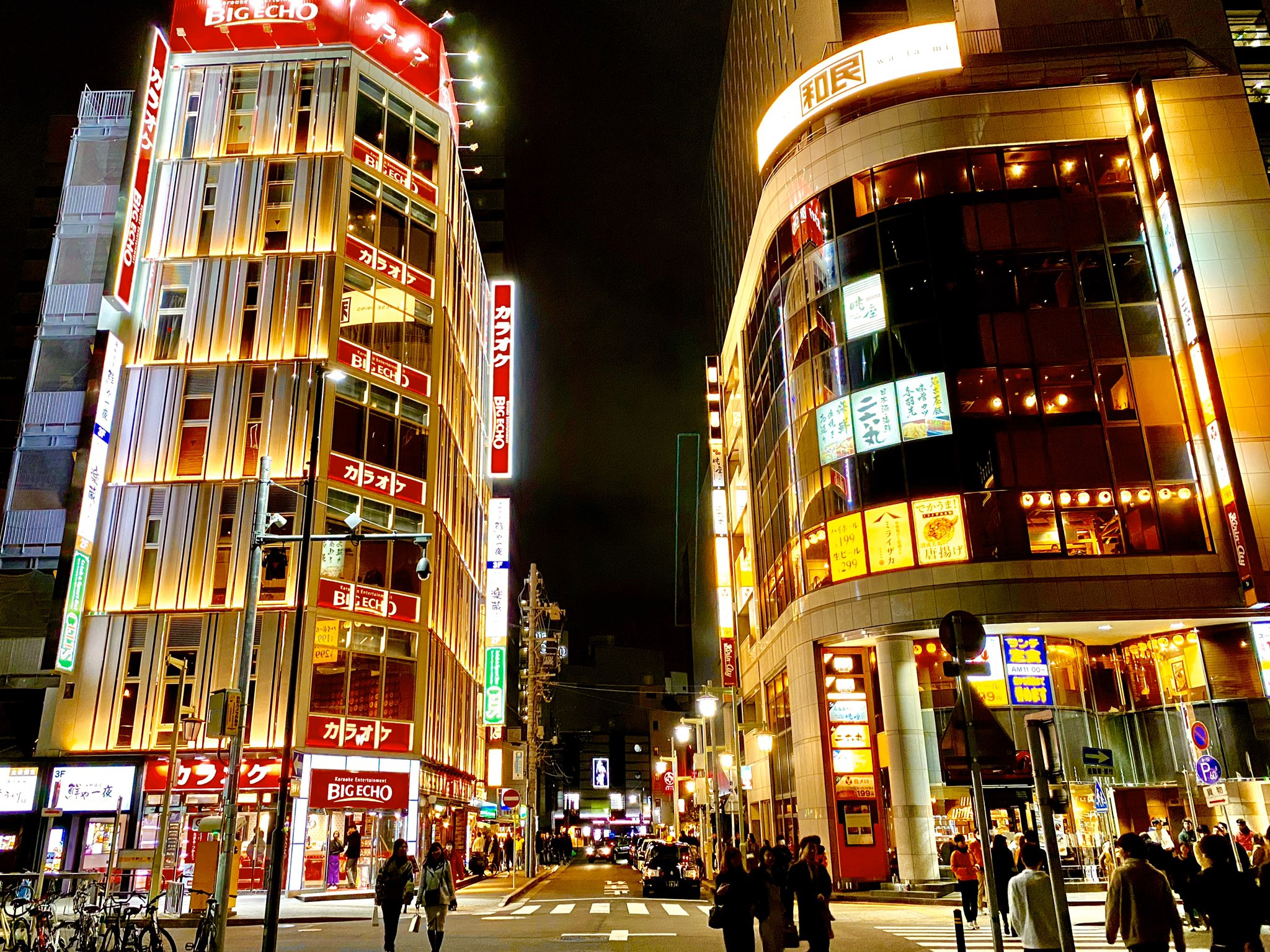
名駅四丁目
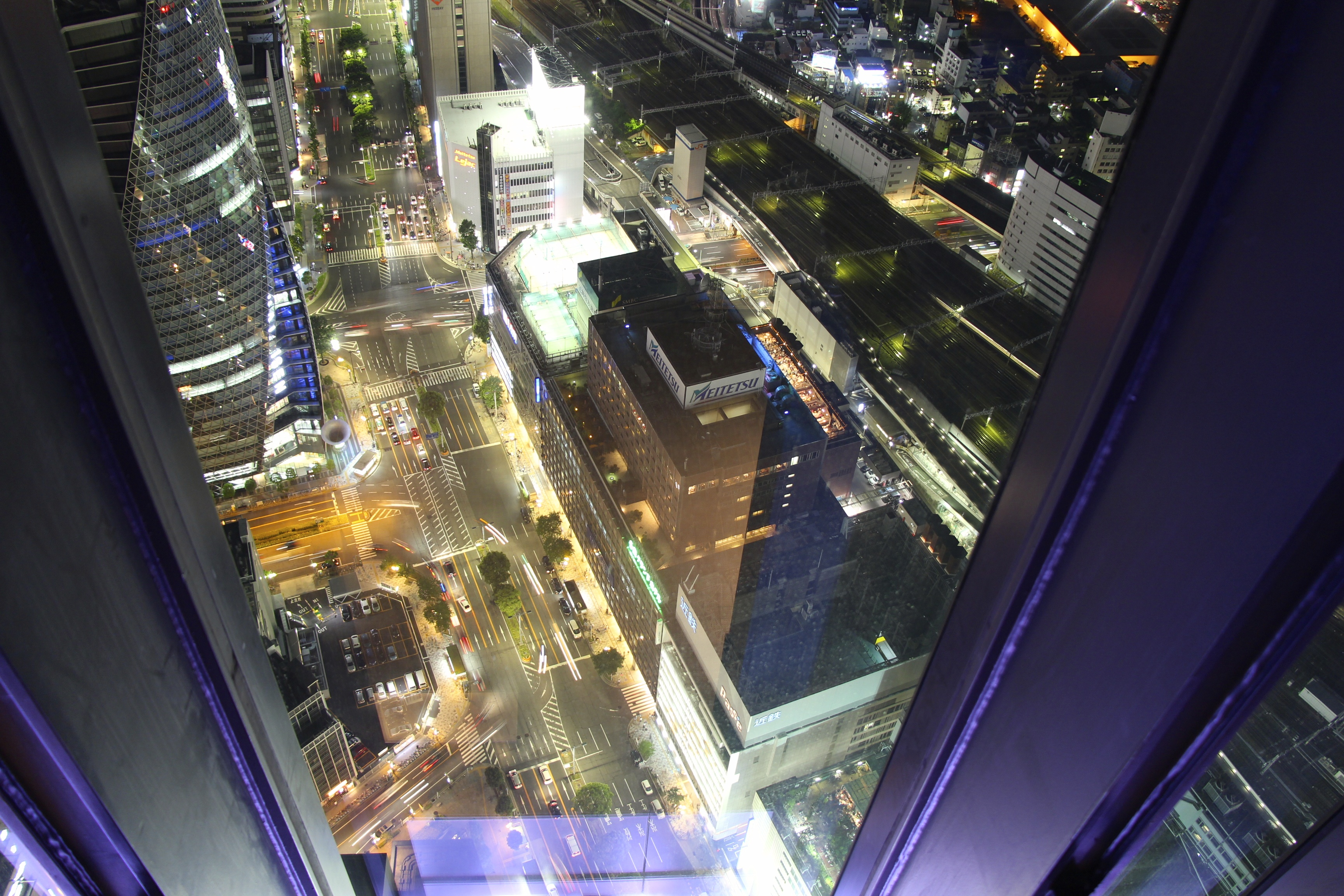
ミッドランドスクエアから見た名駅通
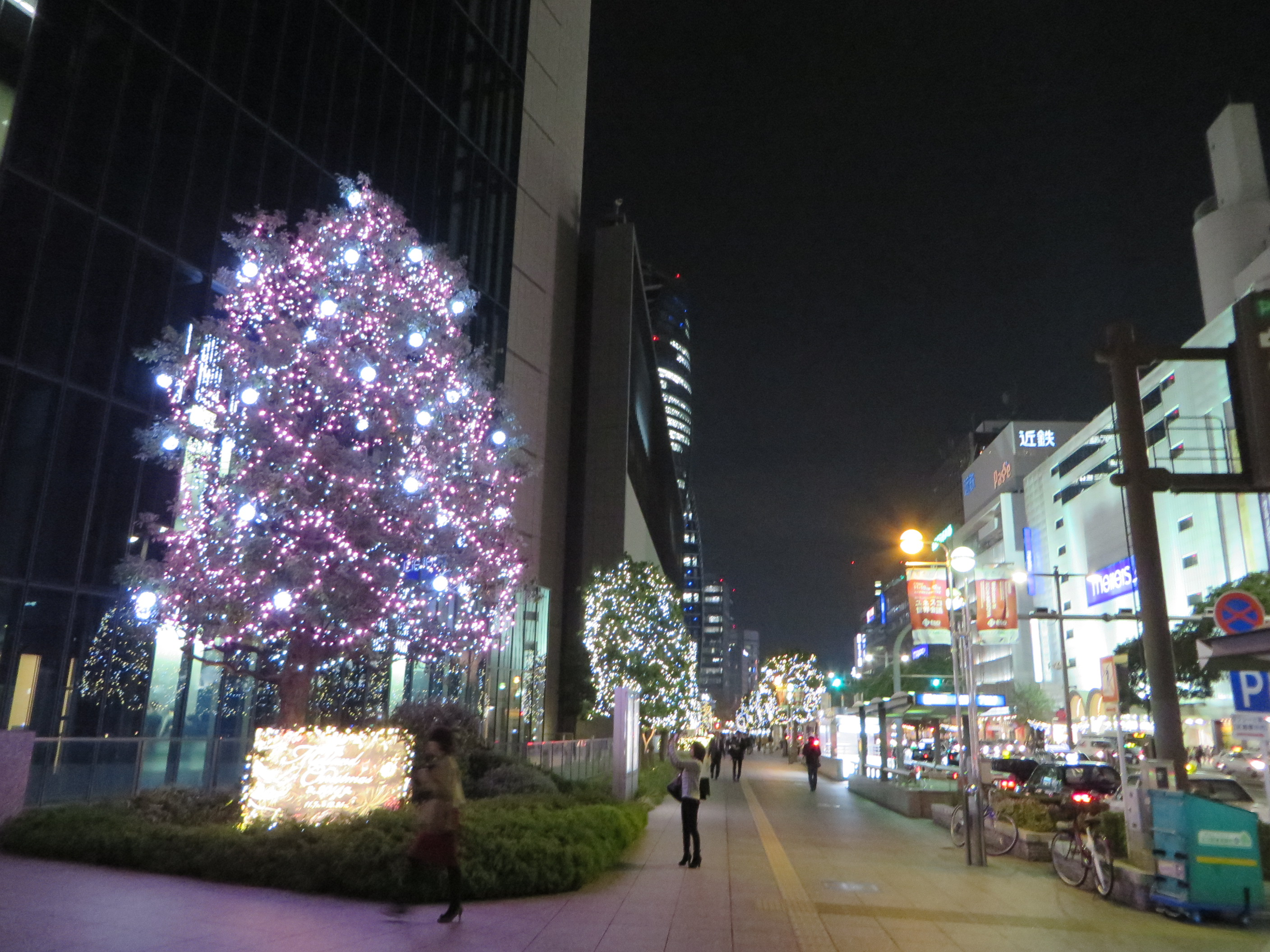
名駅通のイルミネーション
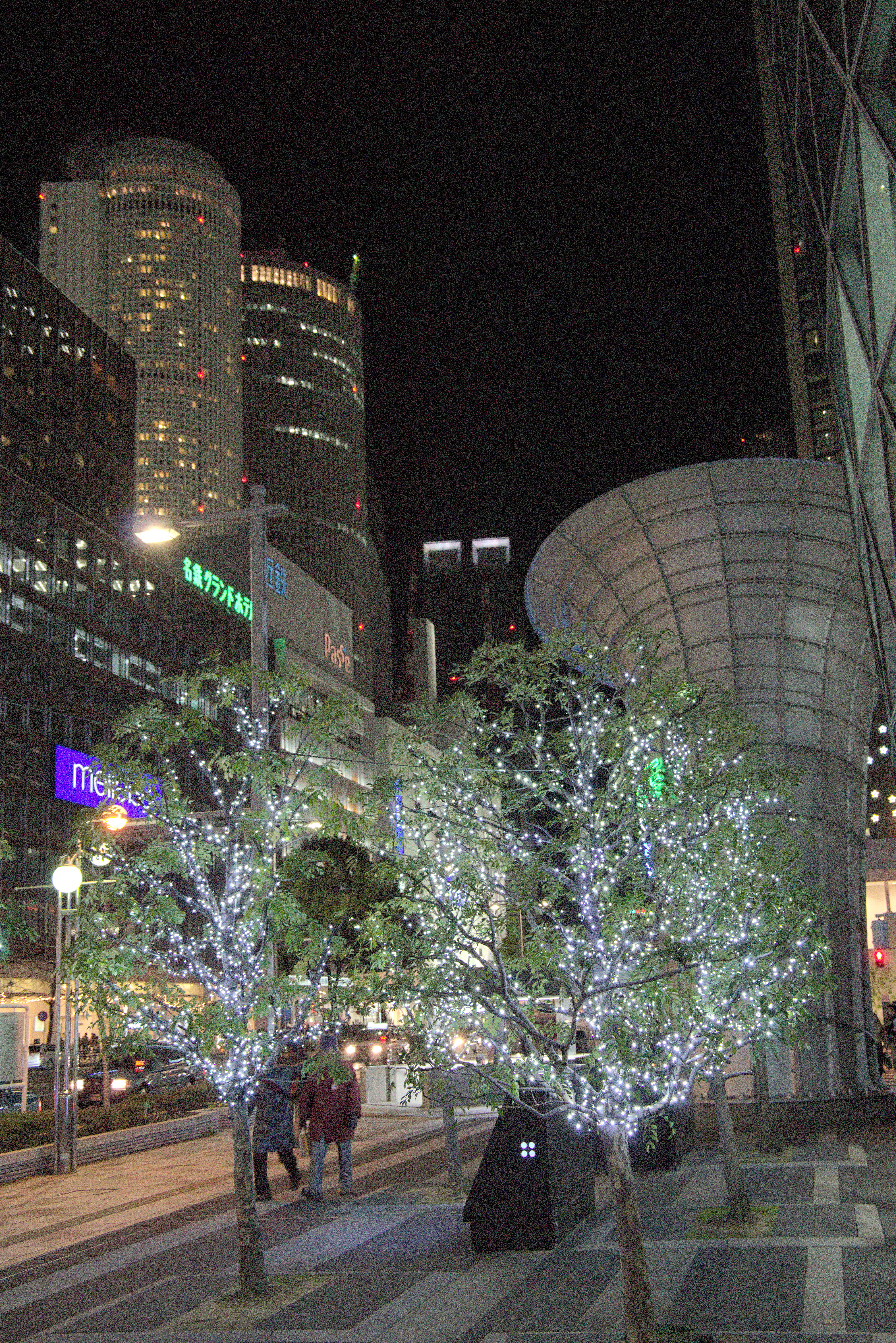
スパイラルタワーズ前から名古屋セントラルタワーズ方面
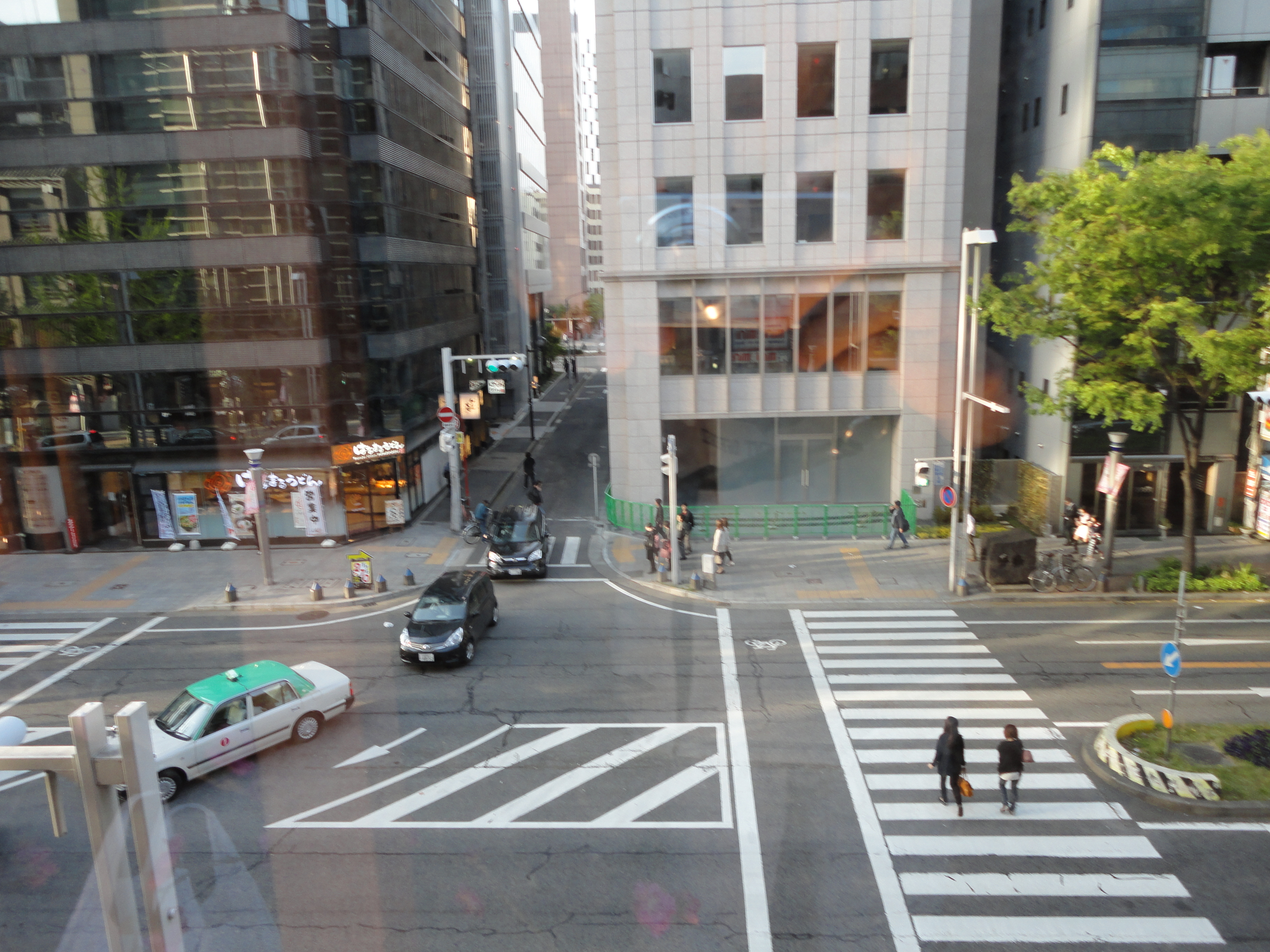
広小路通
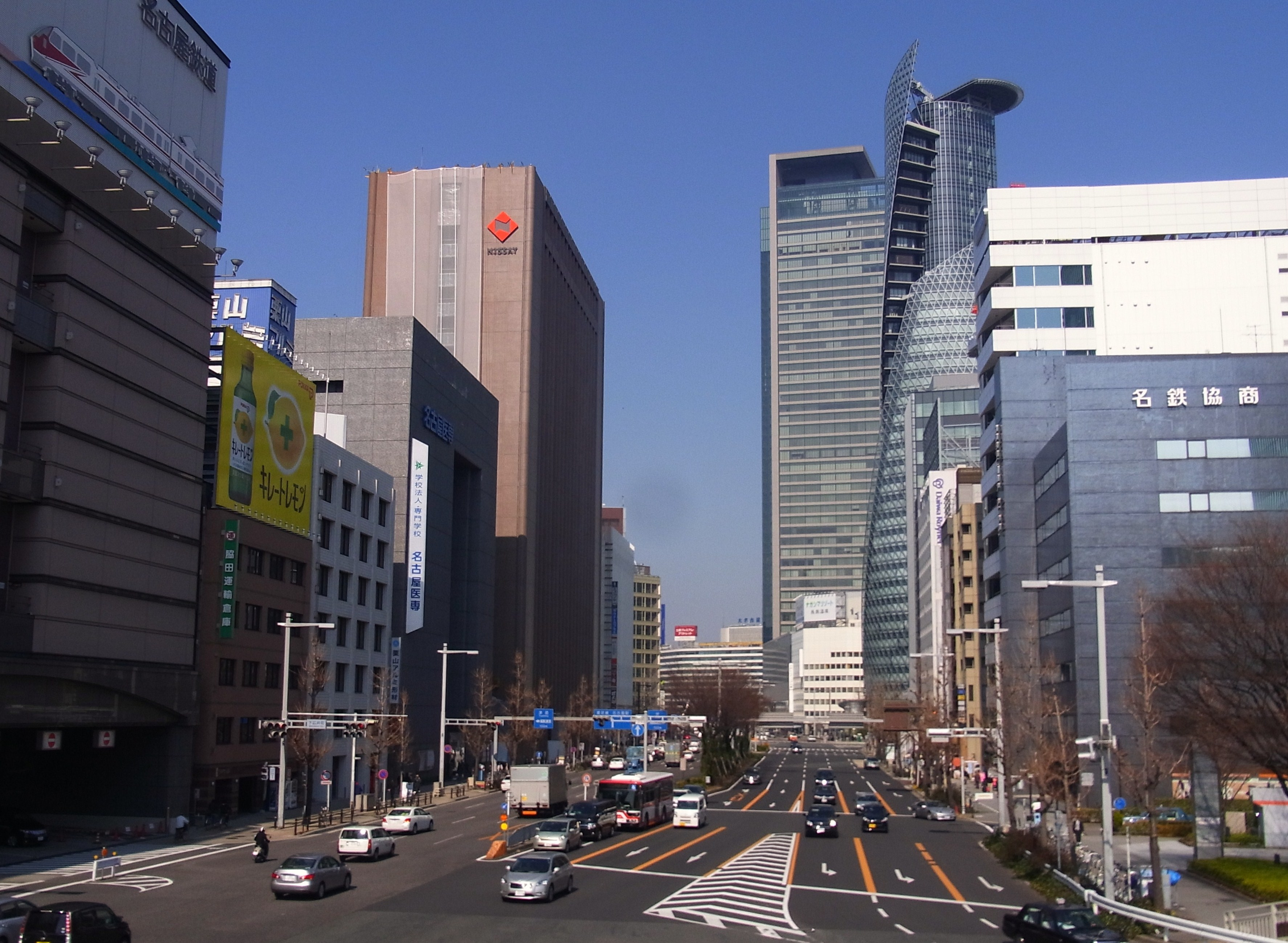
名駅通・名駅南四丁目の下広井町交差点より北方向（2011年2月）
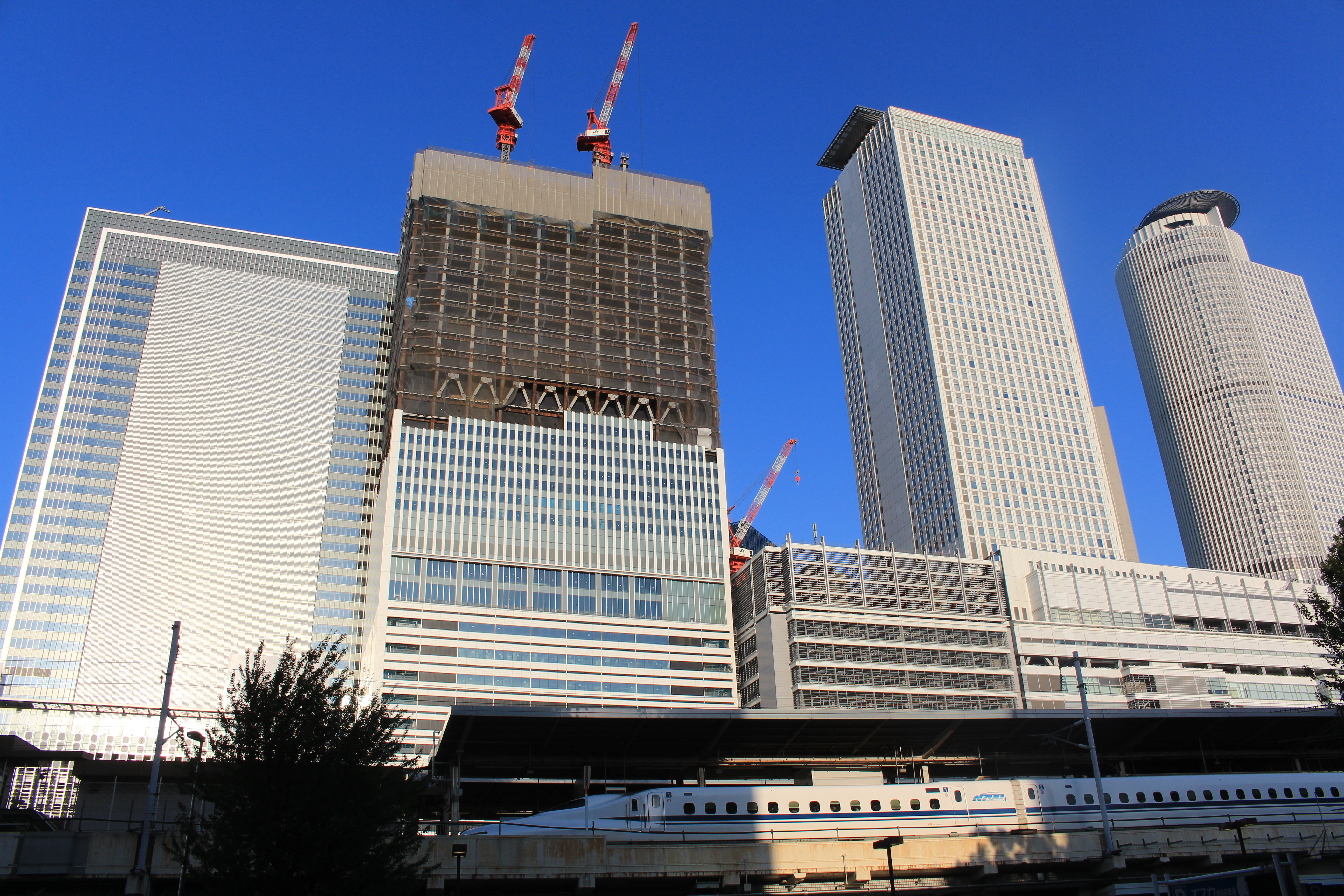
名古屋駅太閤通口から見た東海道新幹線と名駅超高層ビル群(2015年10月8日)
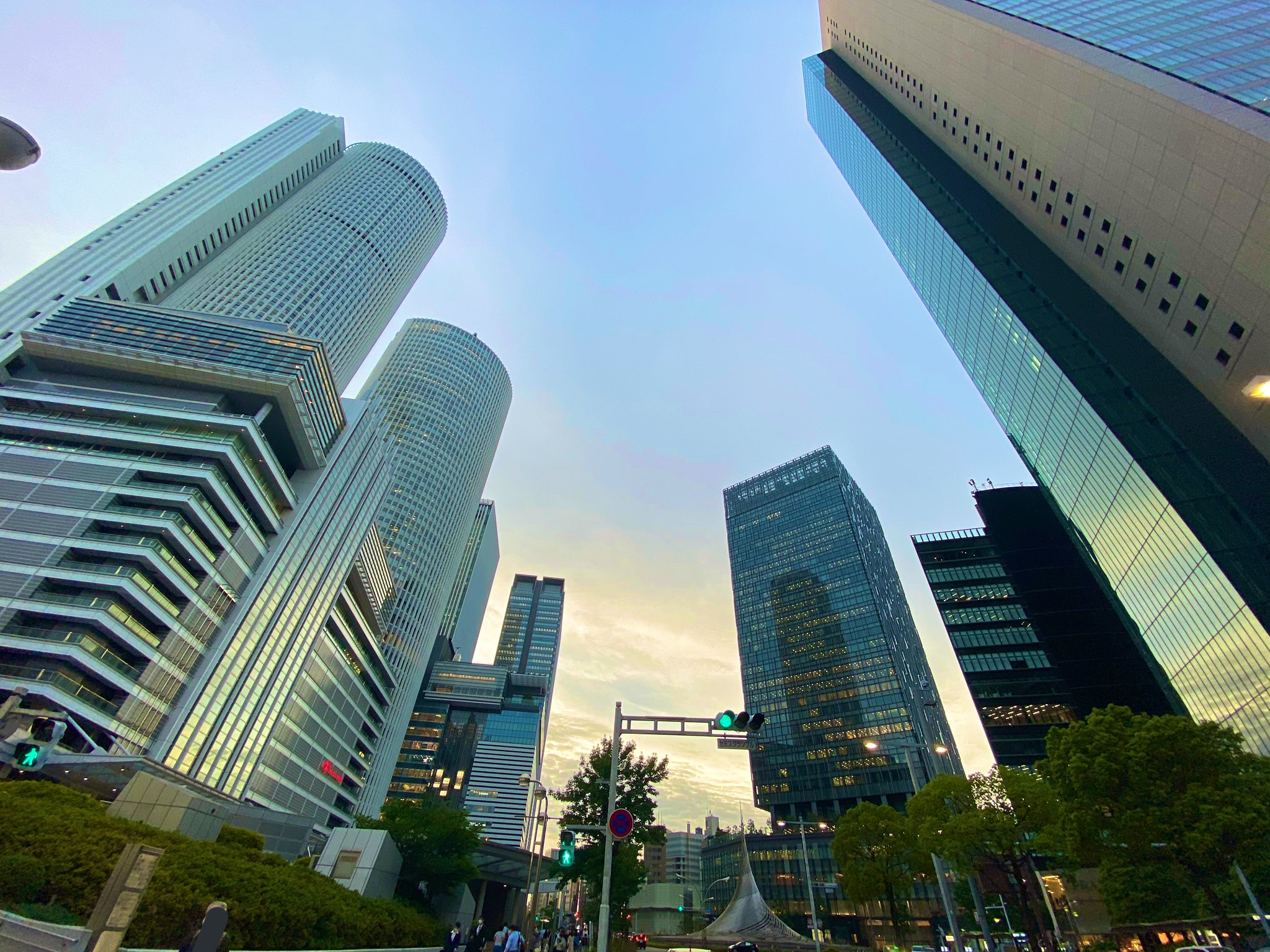
名駅摩天楼
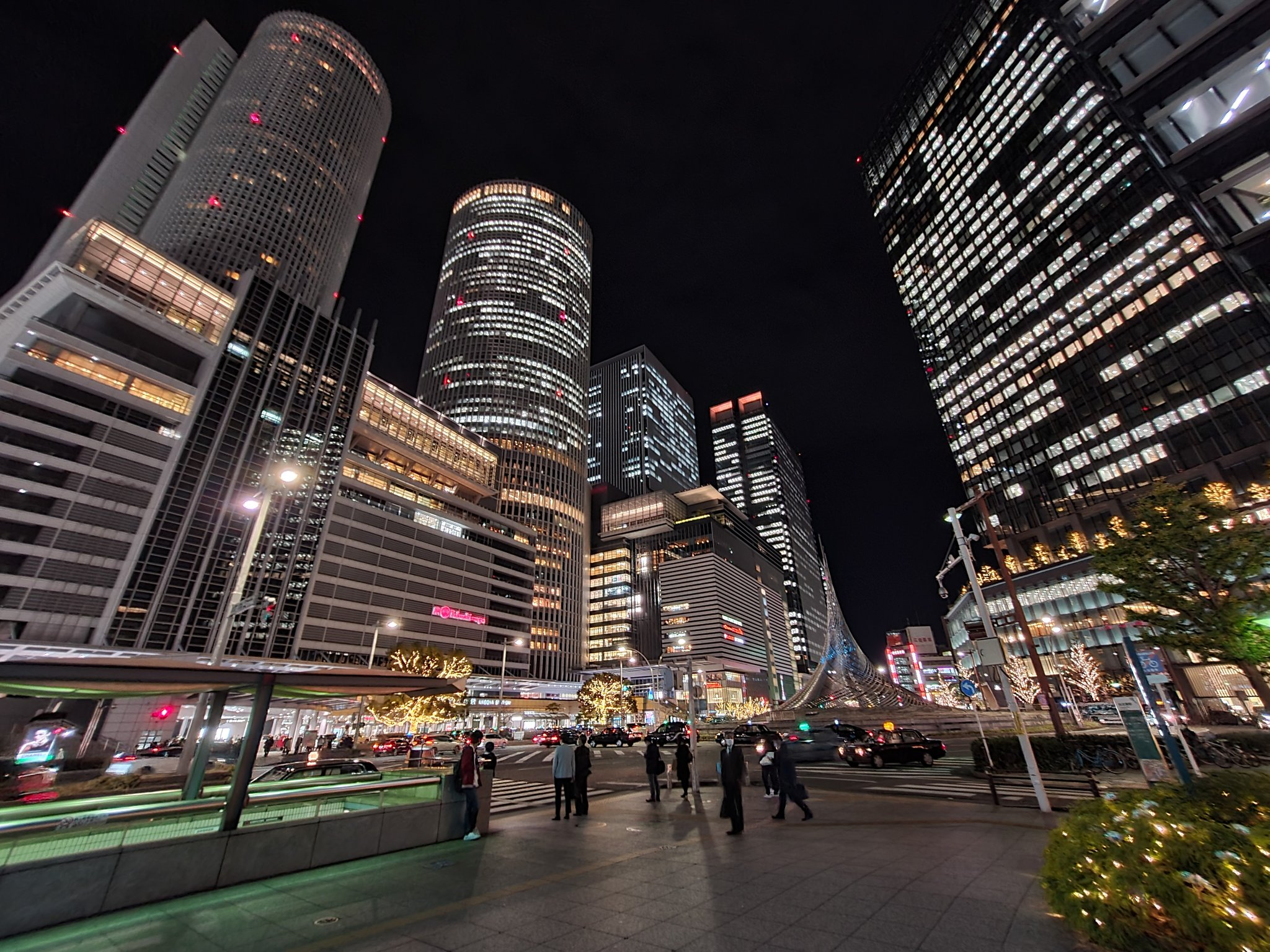
名古屋駅交差点
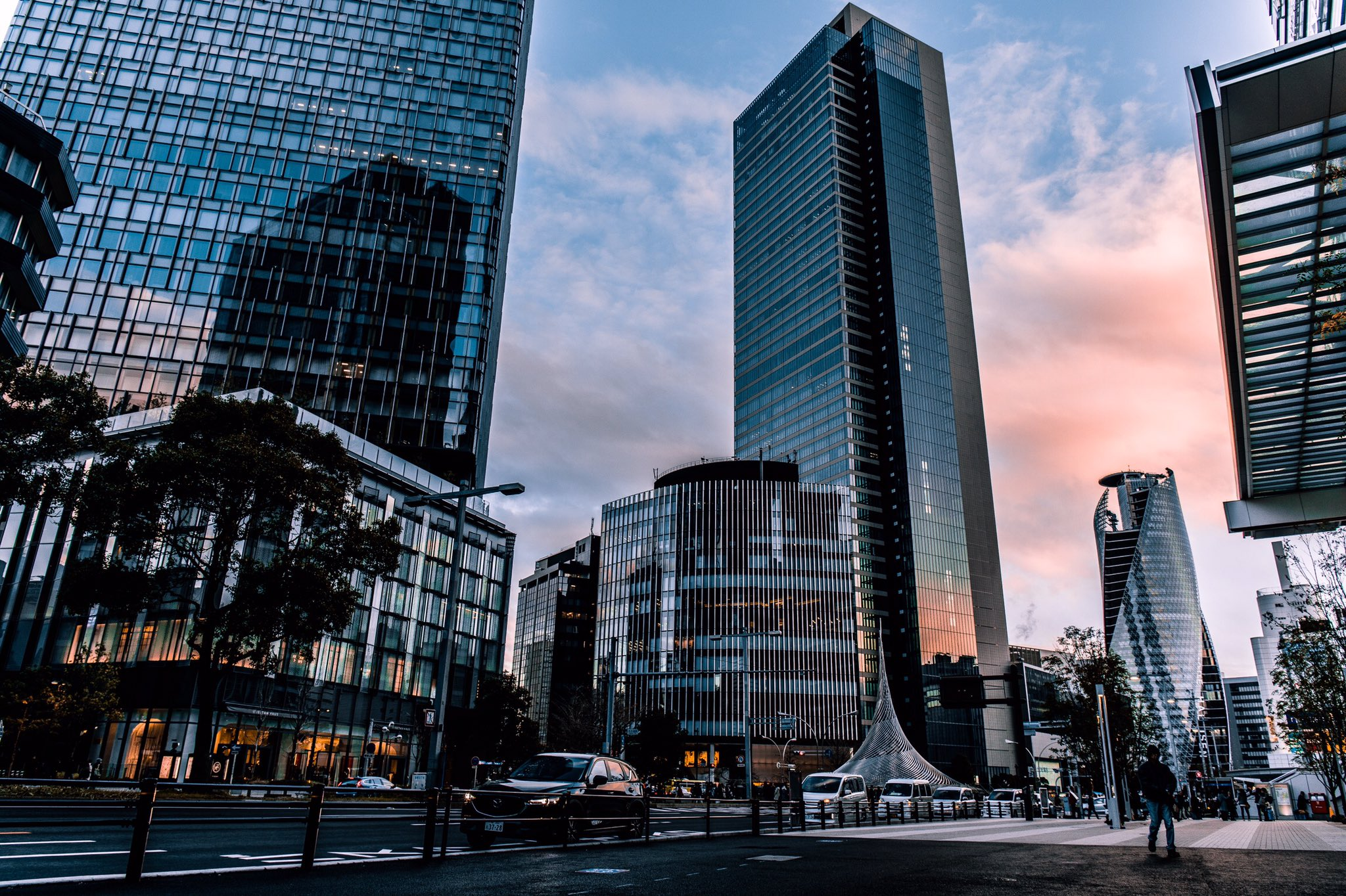
名古屋駅交差点

### 遠景

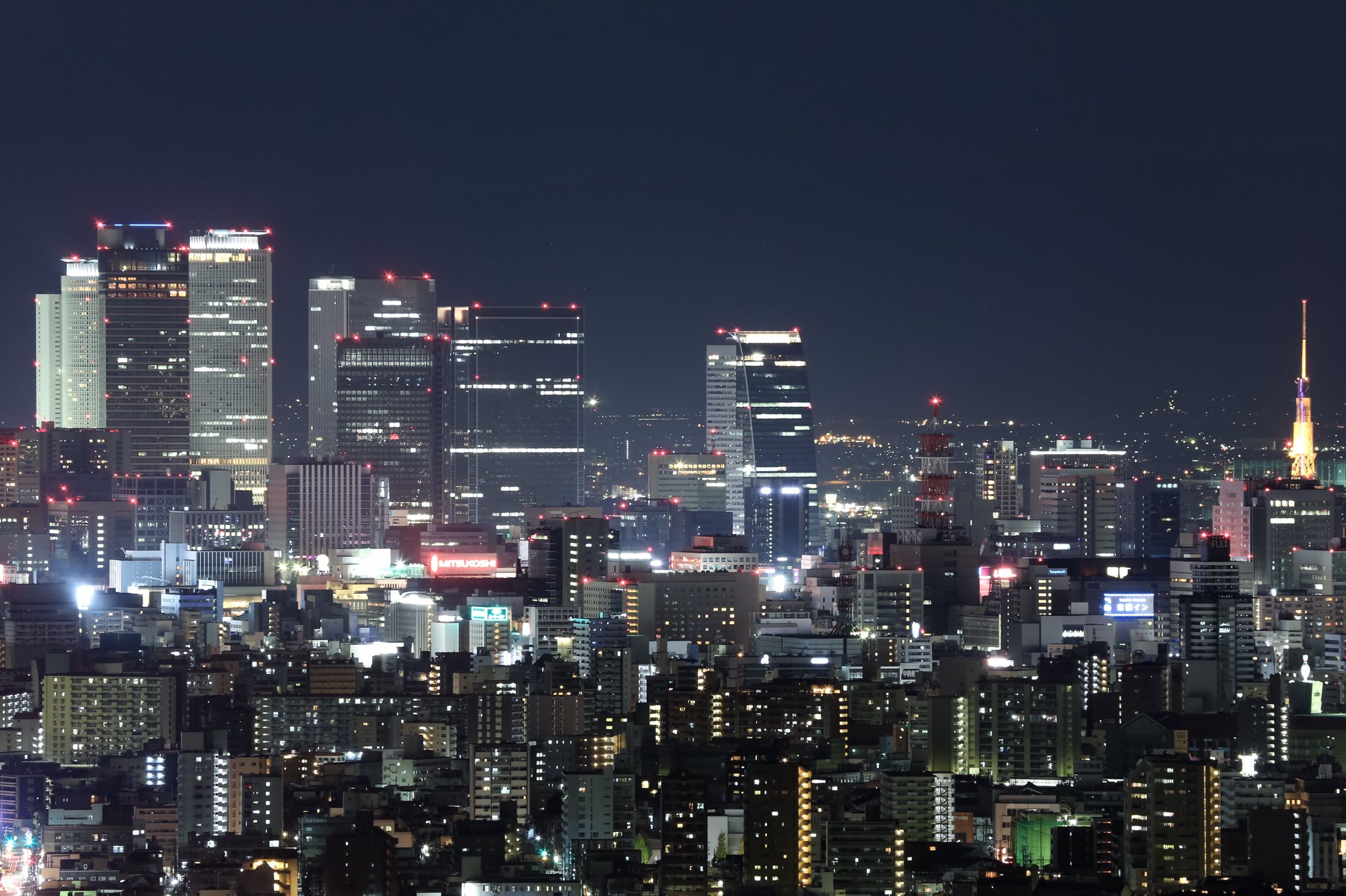
東山スカイタワーから見た名古屋市都心部と名駅の夜景
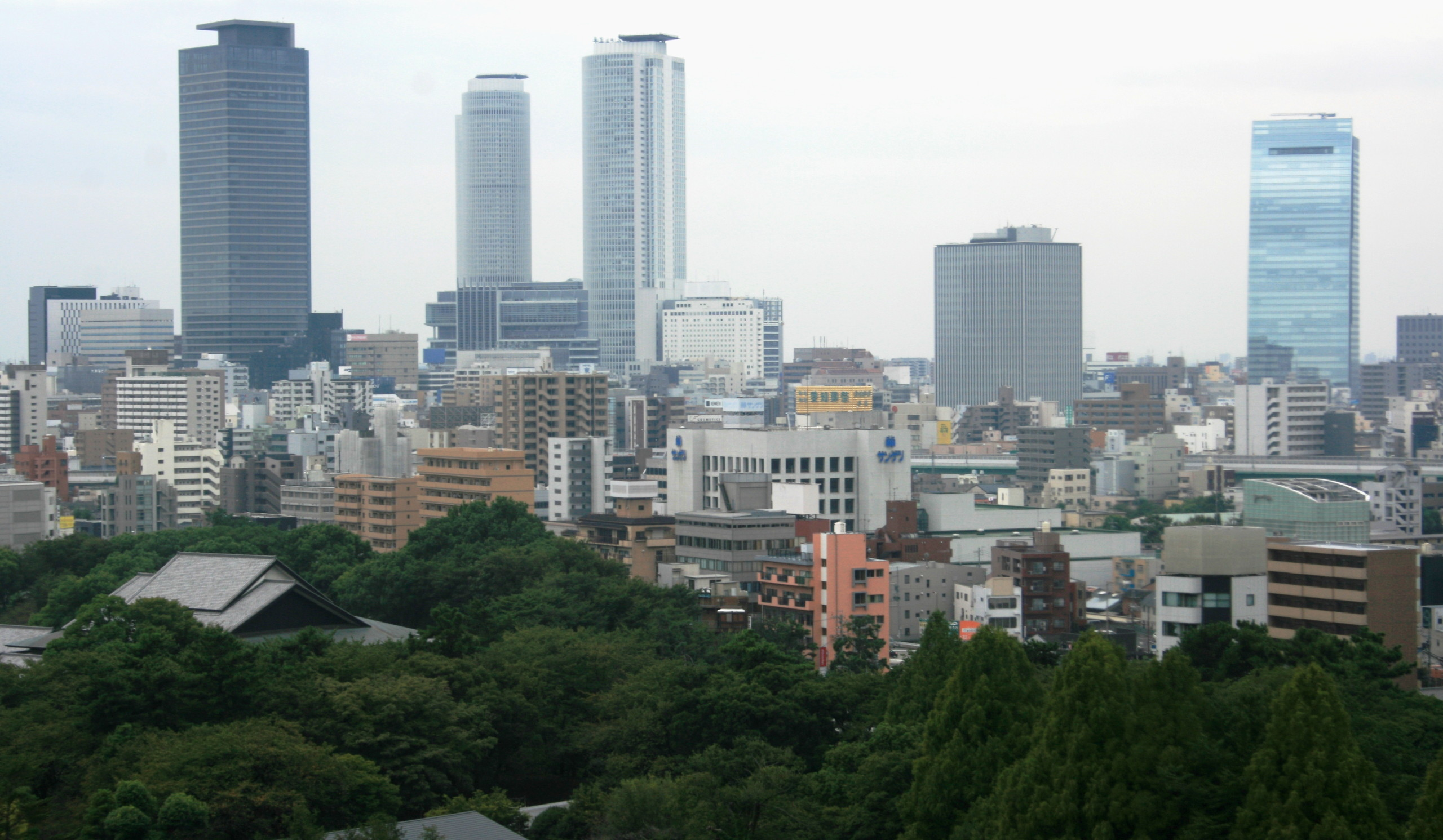
名古屋城から望む名駅地区（2010年10月3日）
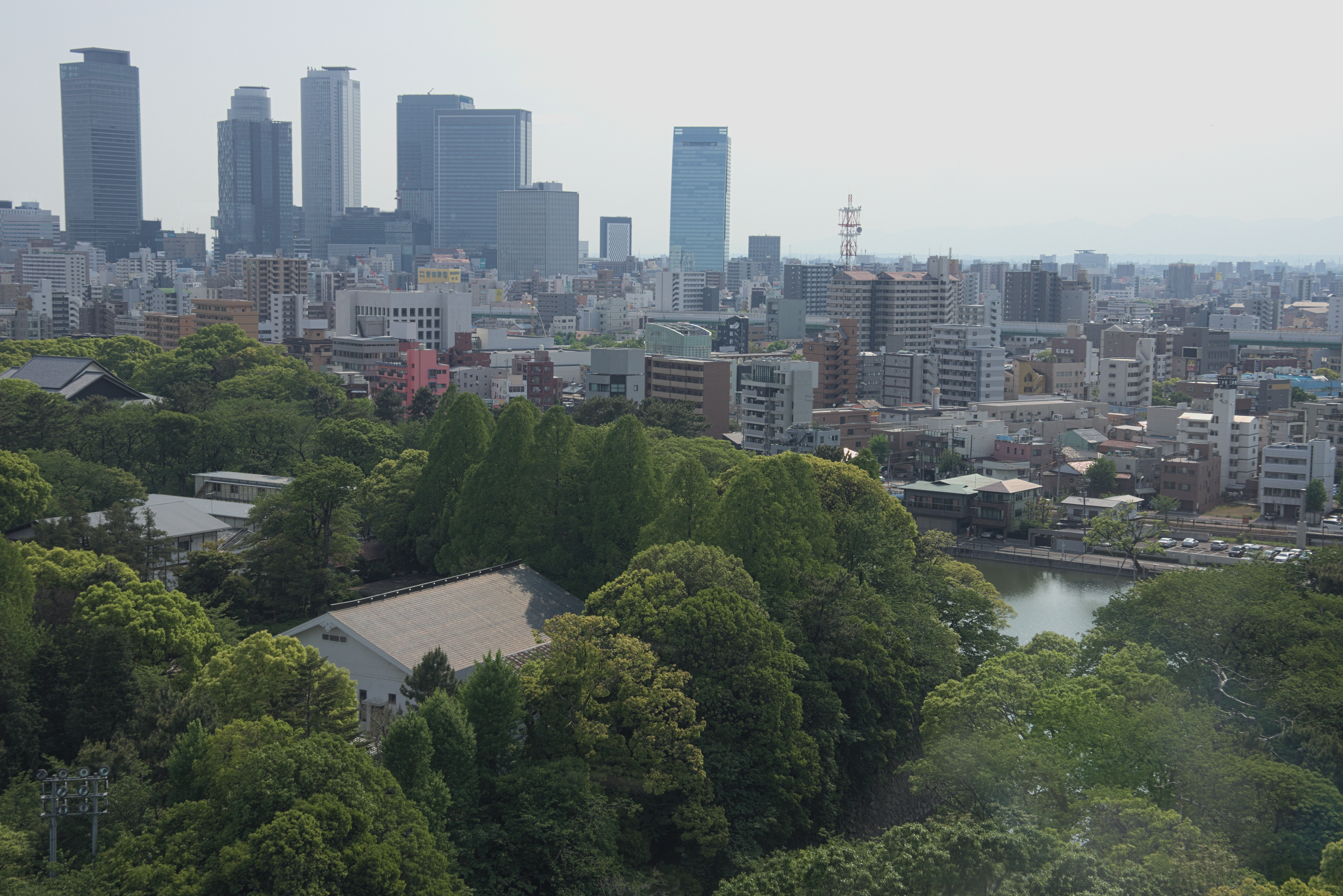
名古屋城から望む名駅地区（2016年4月30日）
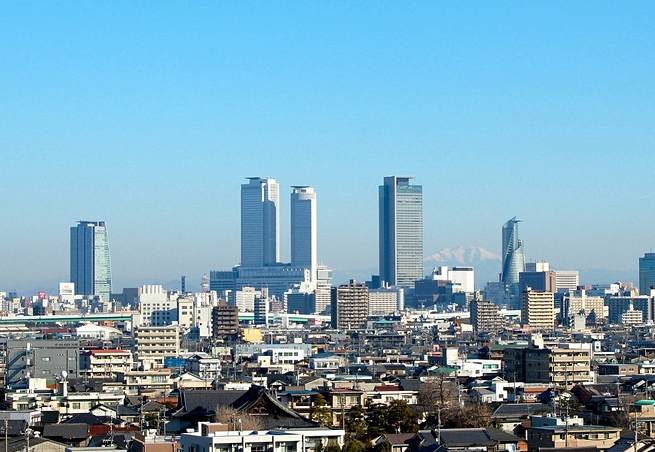
名古屋市中川区方面から望む名駅地区 奥は冠雪した御嶽山
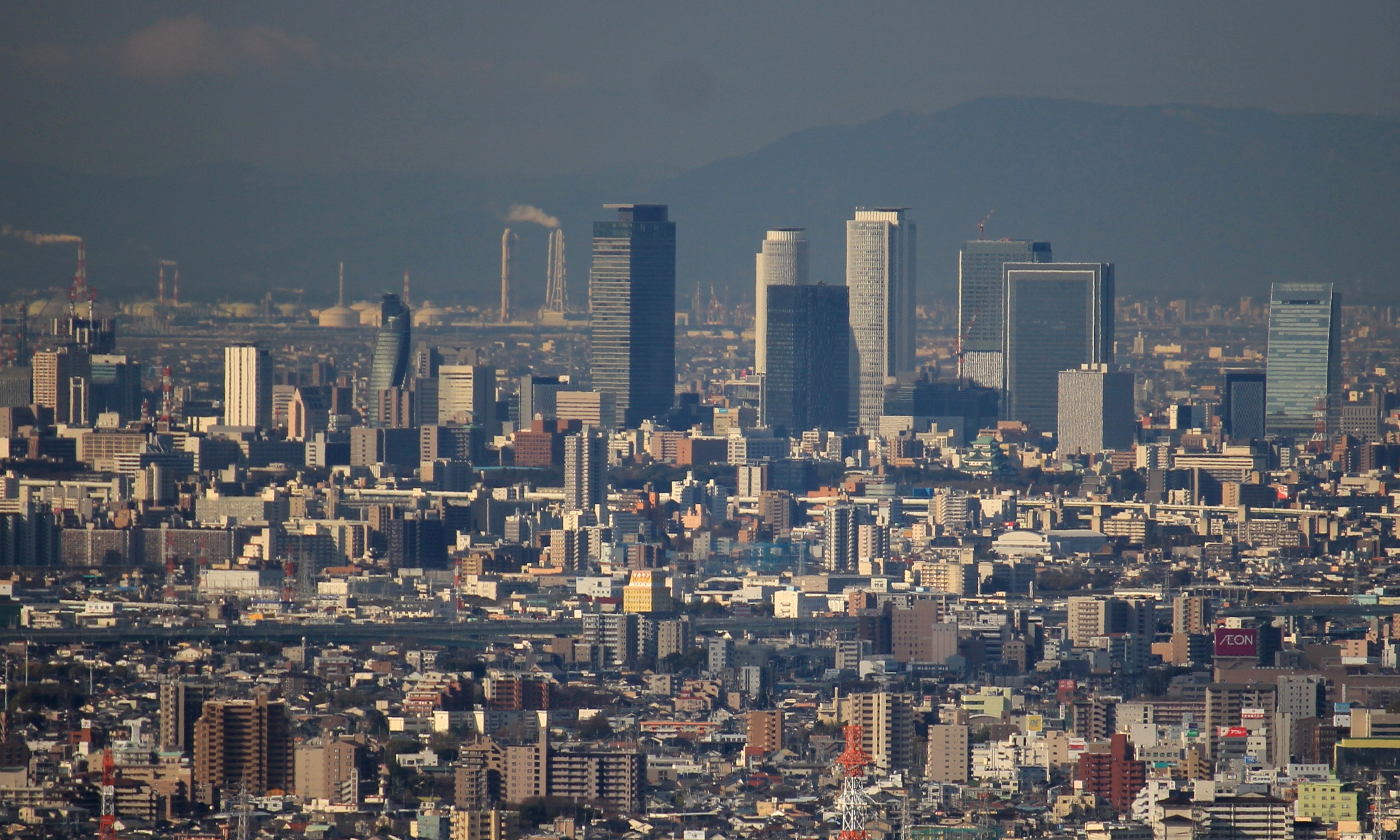
弥勒山（愛知県春日井市）から望む名駅地区（2016年3月）
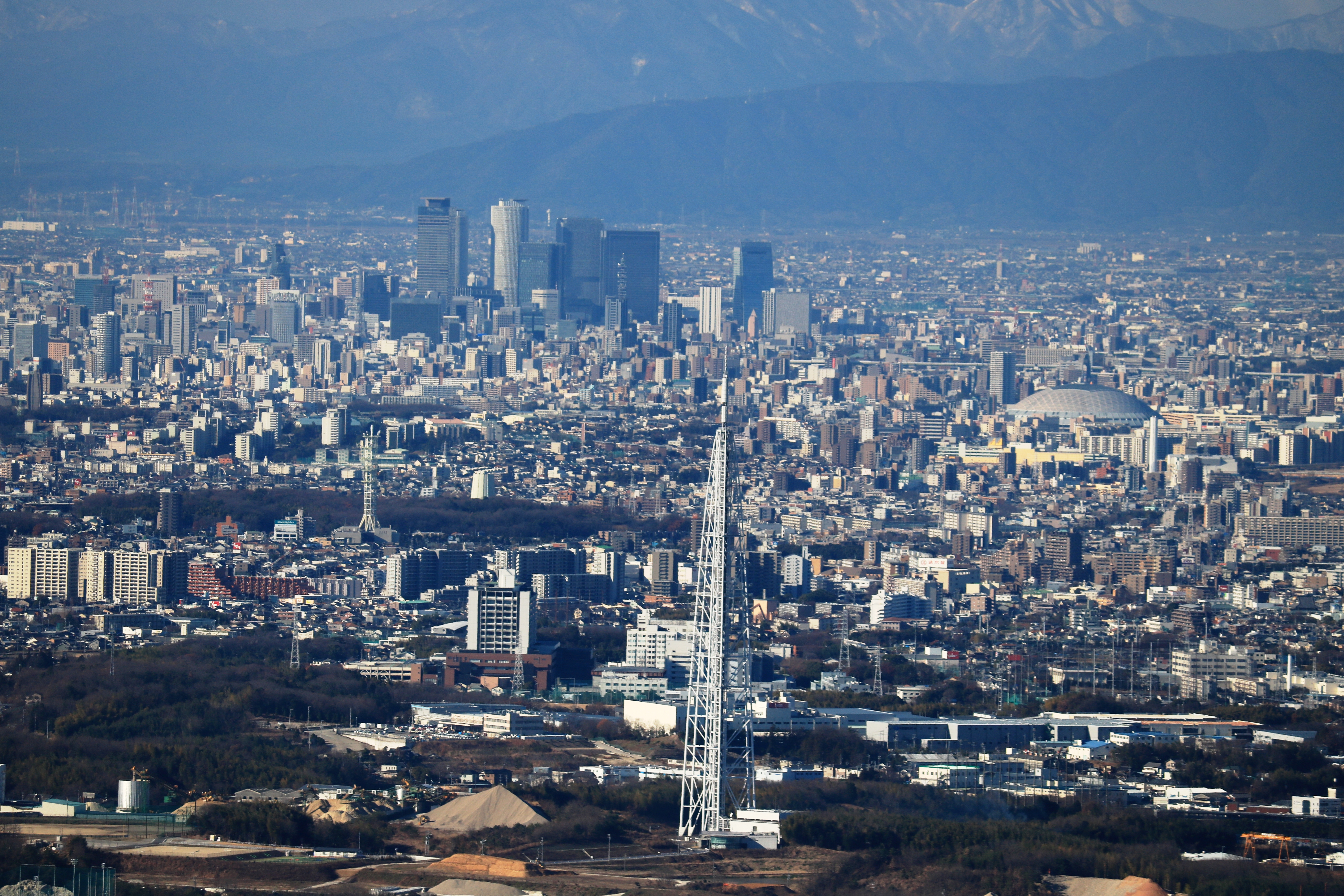
猿投山から望む瀬戸デジタルタワーと名古屋都心と名駅
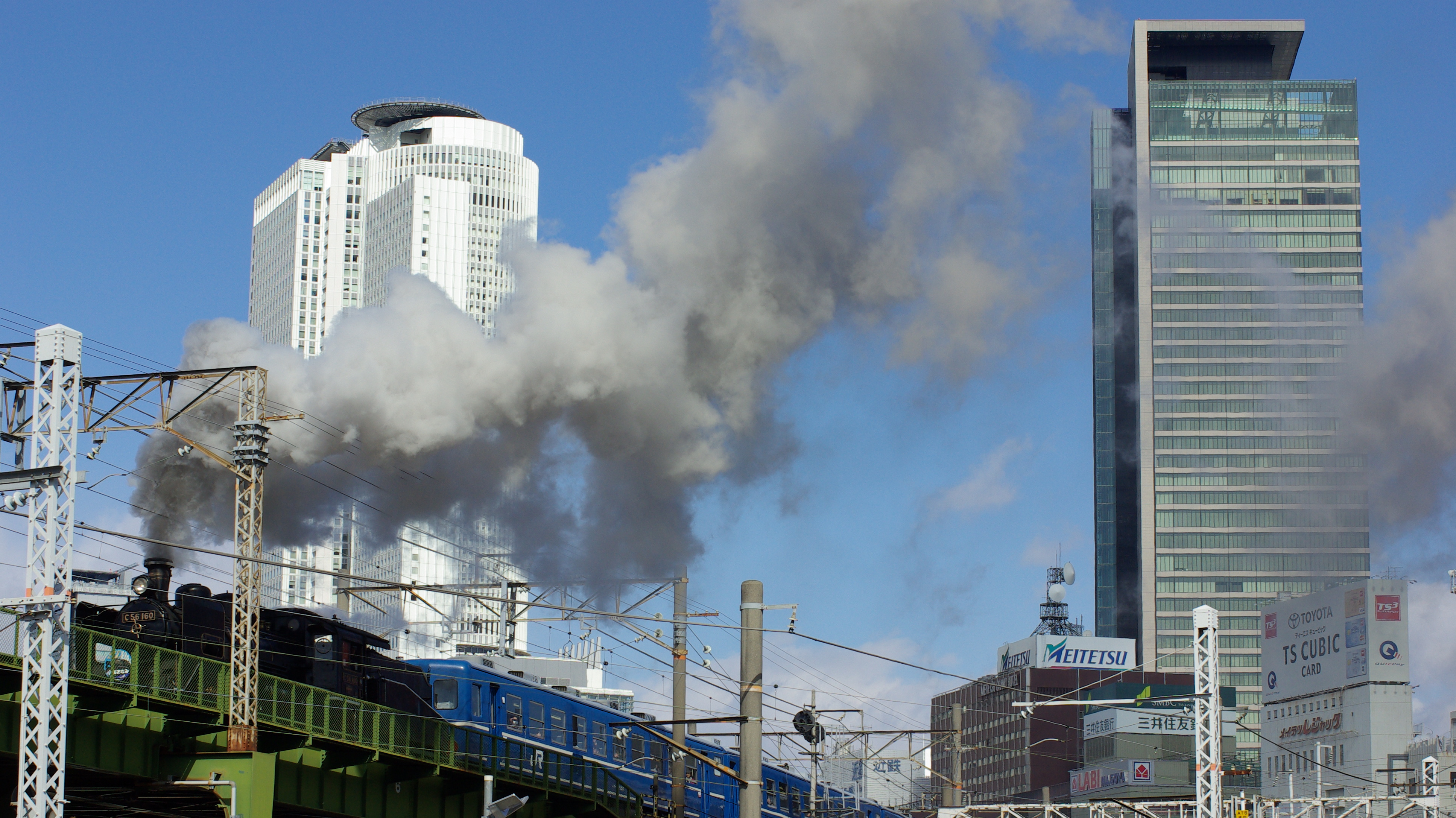
名駅のビル群とあおなみ線を走るC56形蒸気機関車（2013年2月）
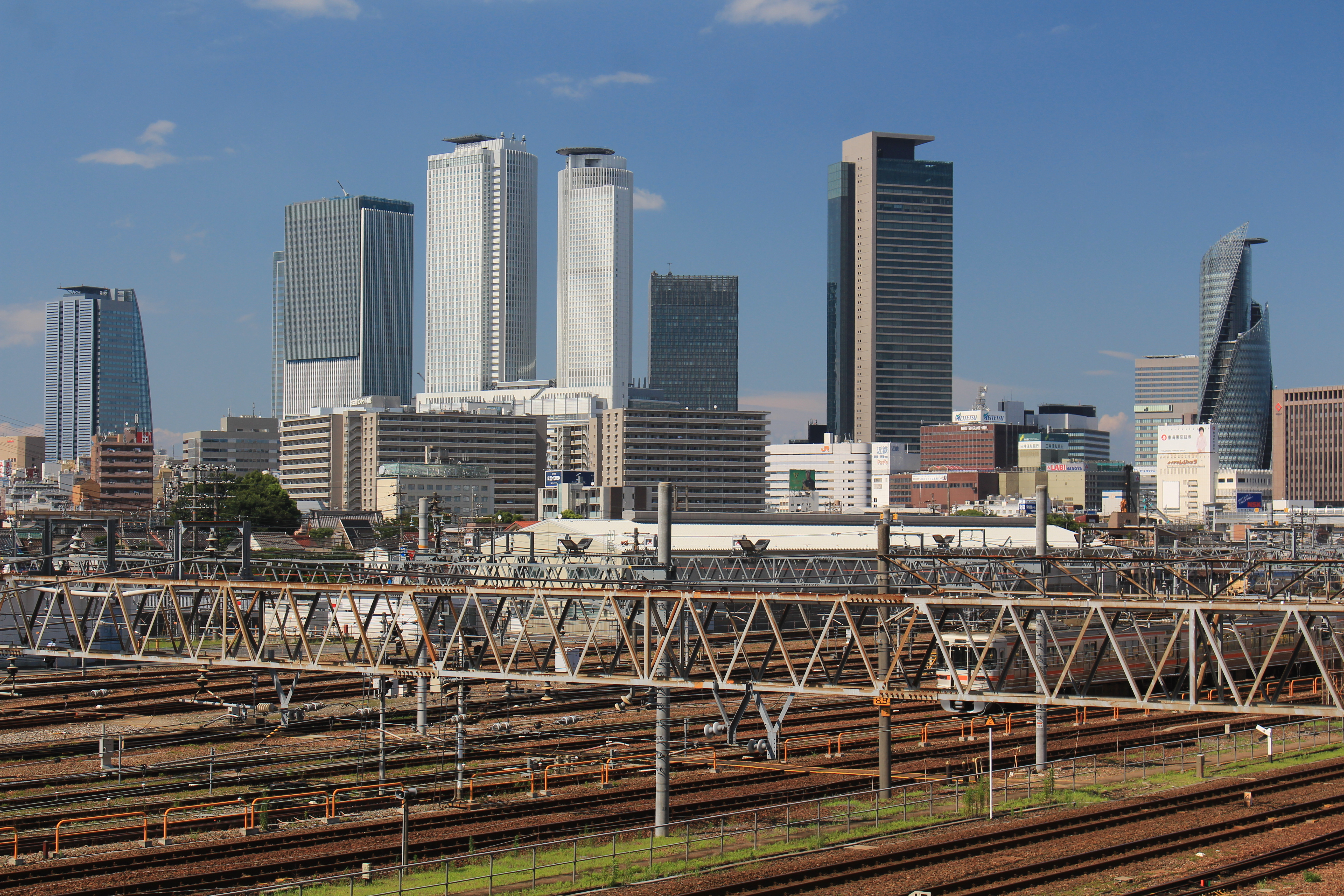
ささしまライブ駅から見た名駅超高層ビル群（2016年7月7日）
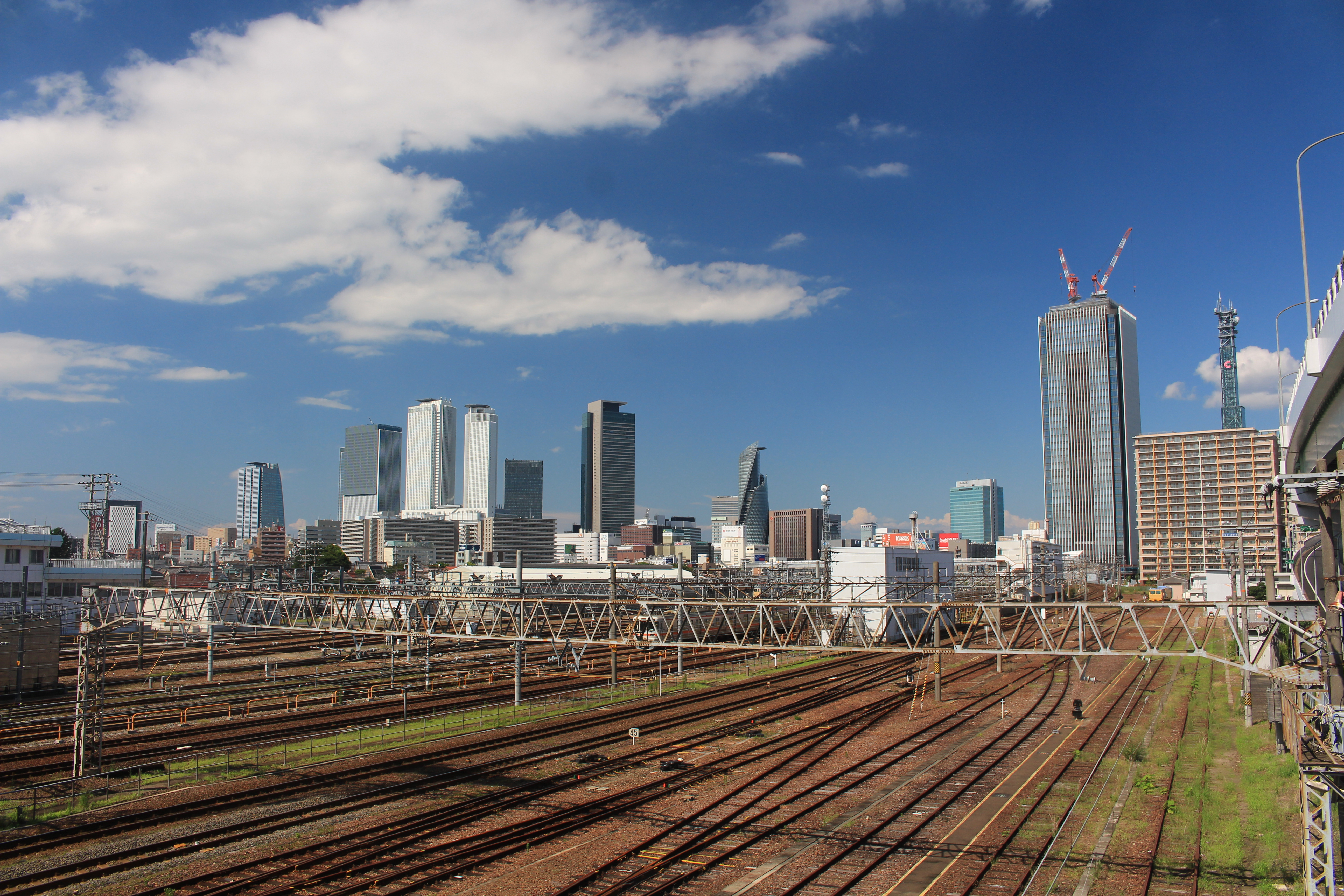
グローバルゲートと名駅超高層ビル群（2016年7月7日）
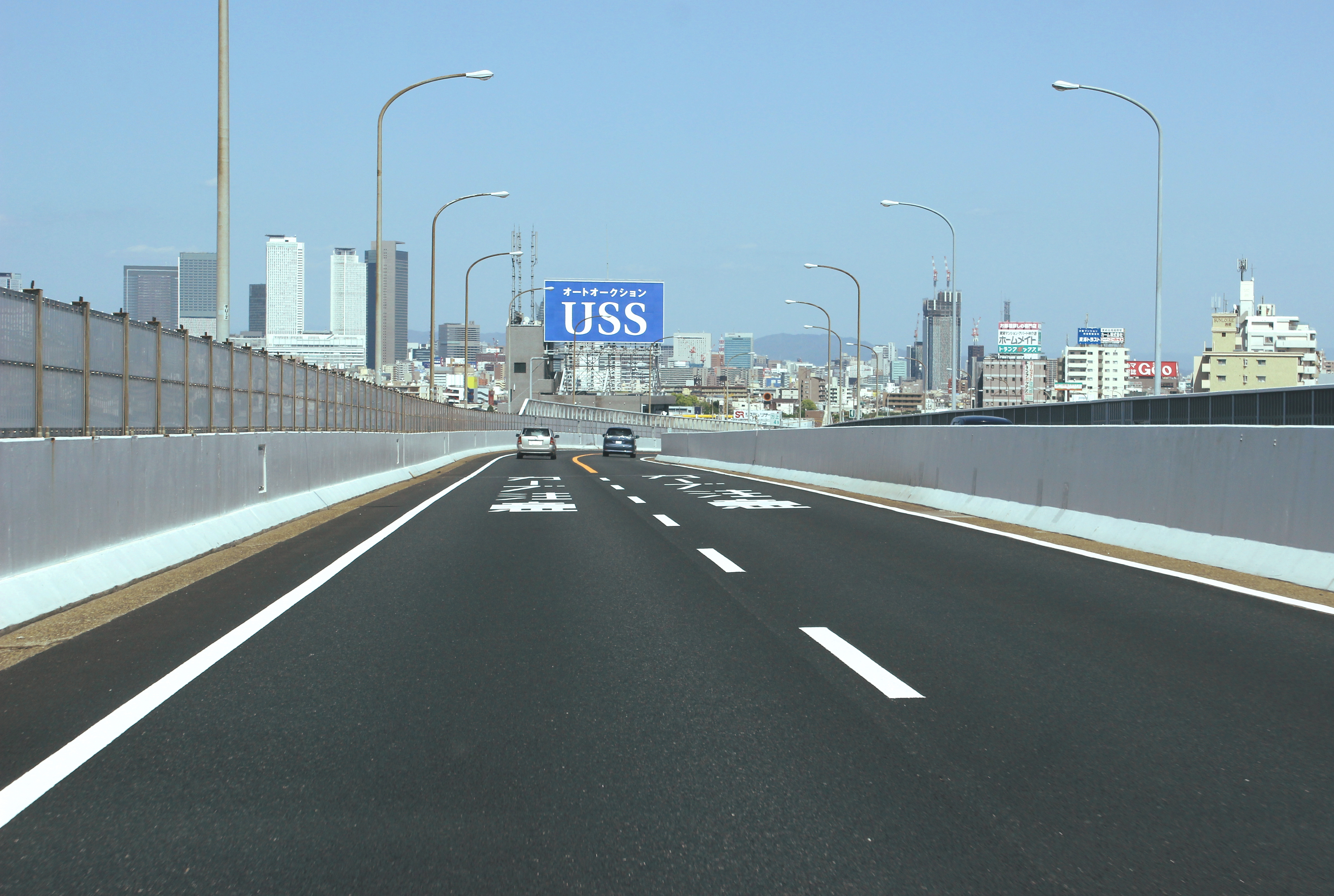
名古屋高速5号万場線と名駅（2016年5月5日）
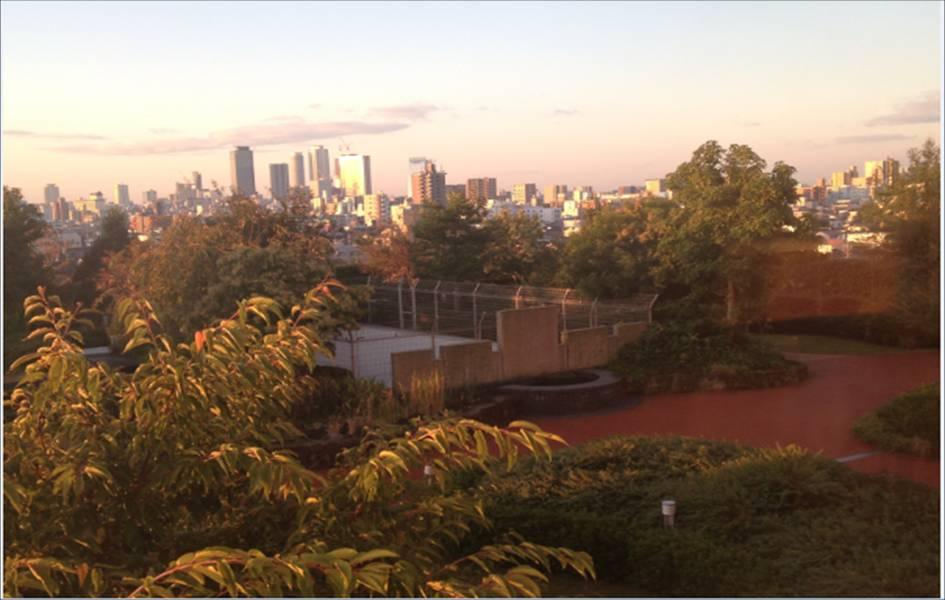
名古屋市立西部医療センター屋上庭園「ひだまりの丘」から望む名駅超高層ビル群
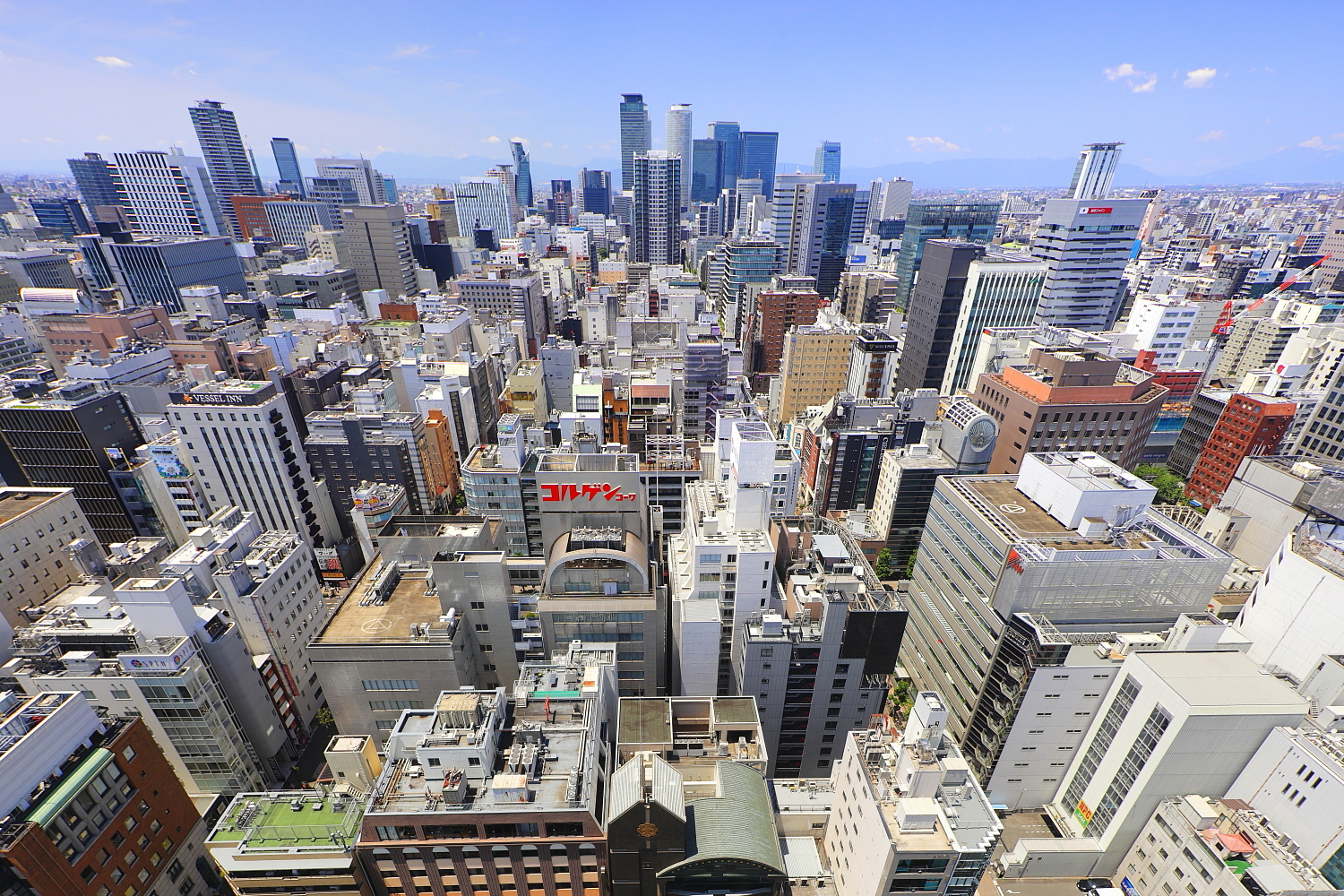
名古屋テレビ塔から望む名駅超高層ビル群
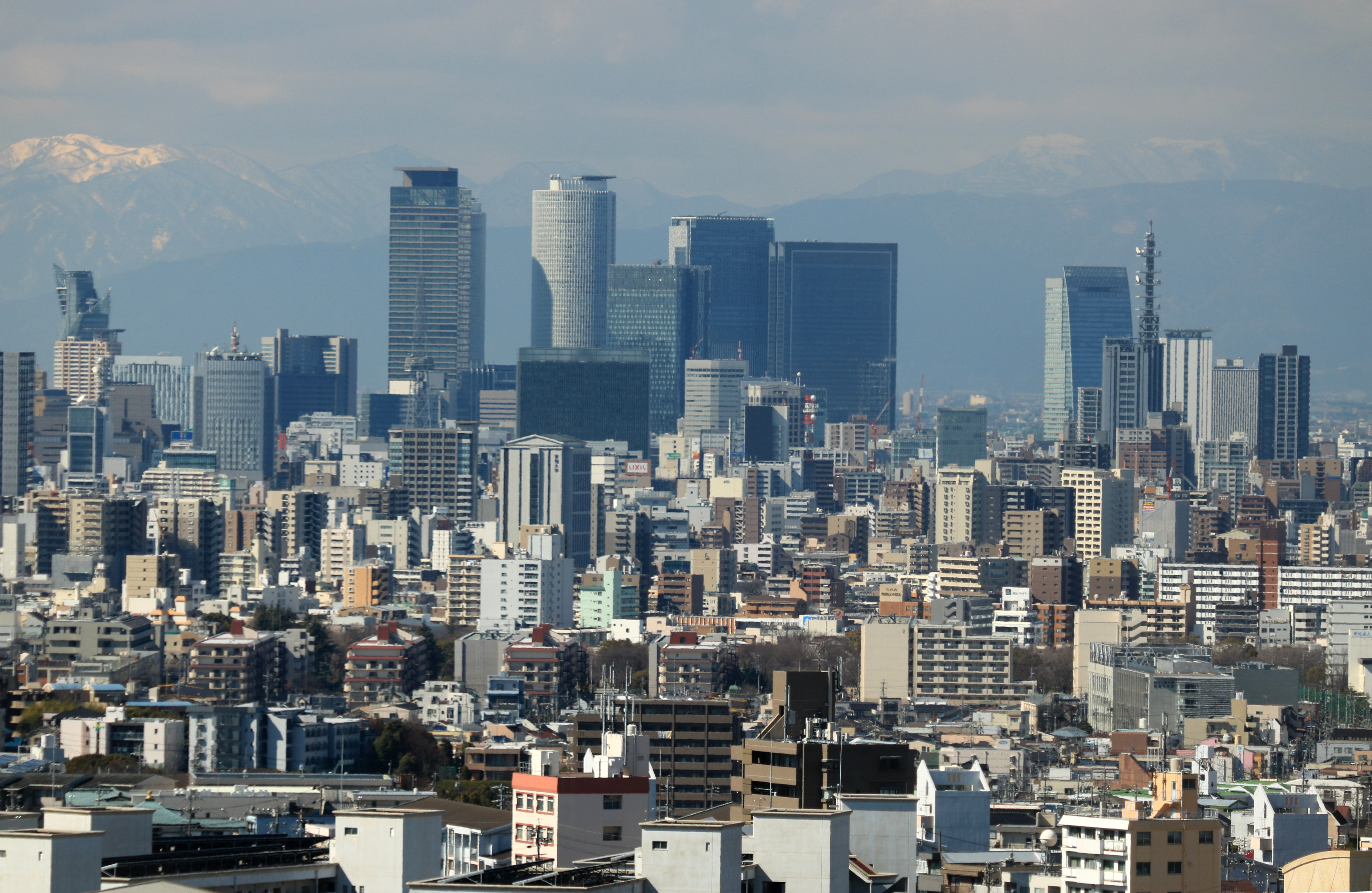
平和公園アクアタワーから望む名駅
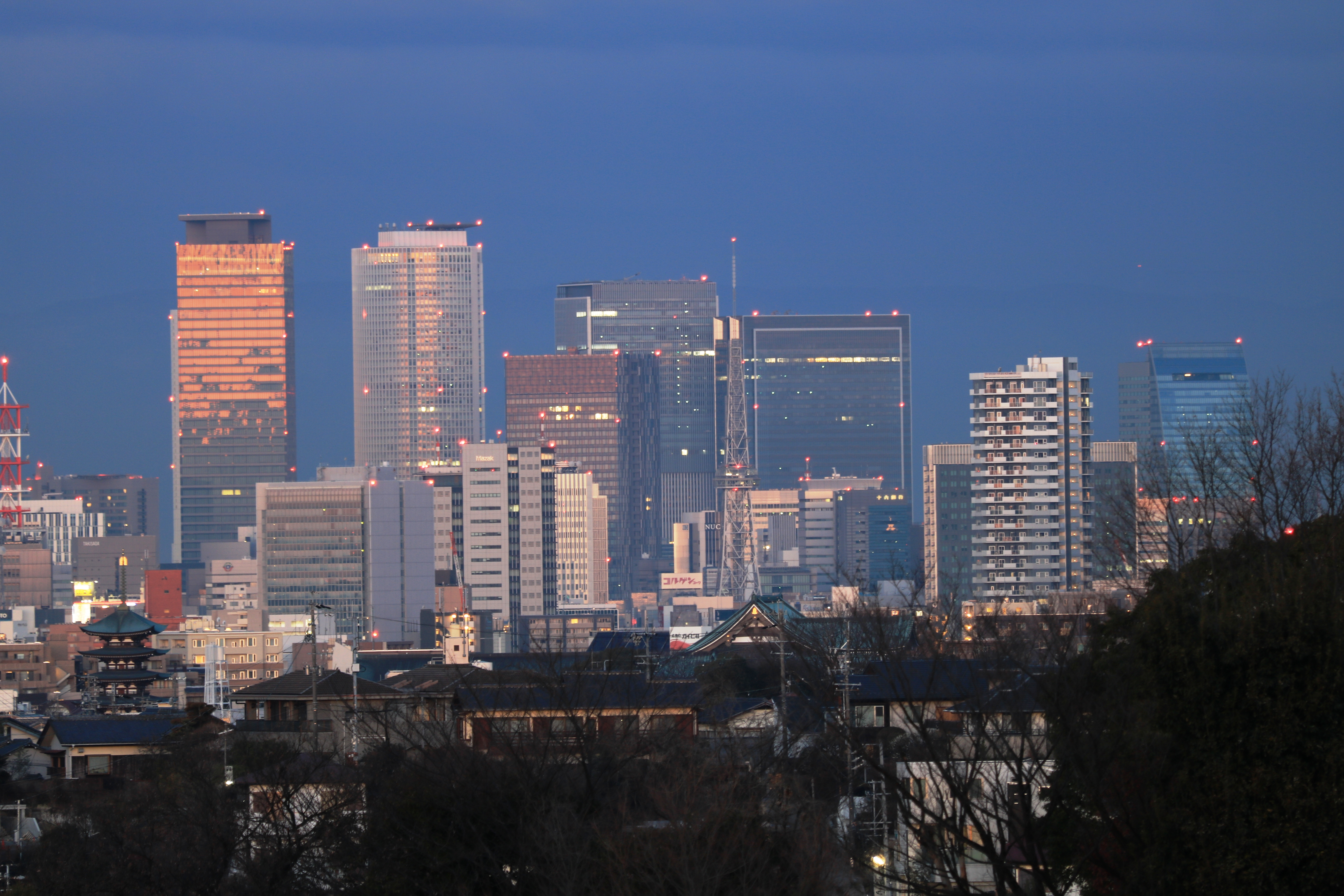
平和公園アクアタワーからの夕景
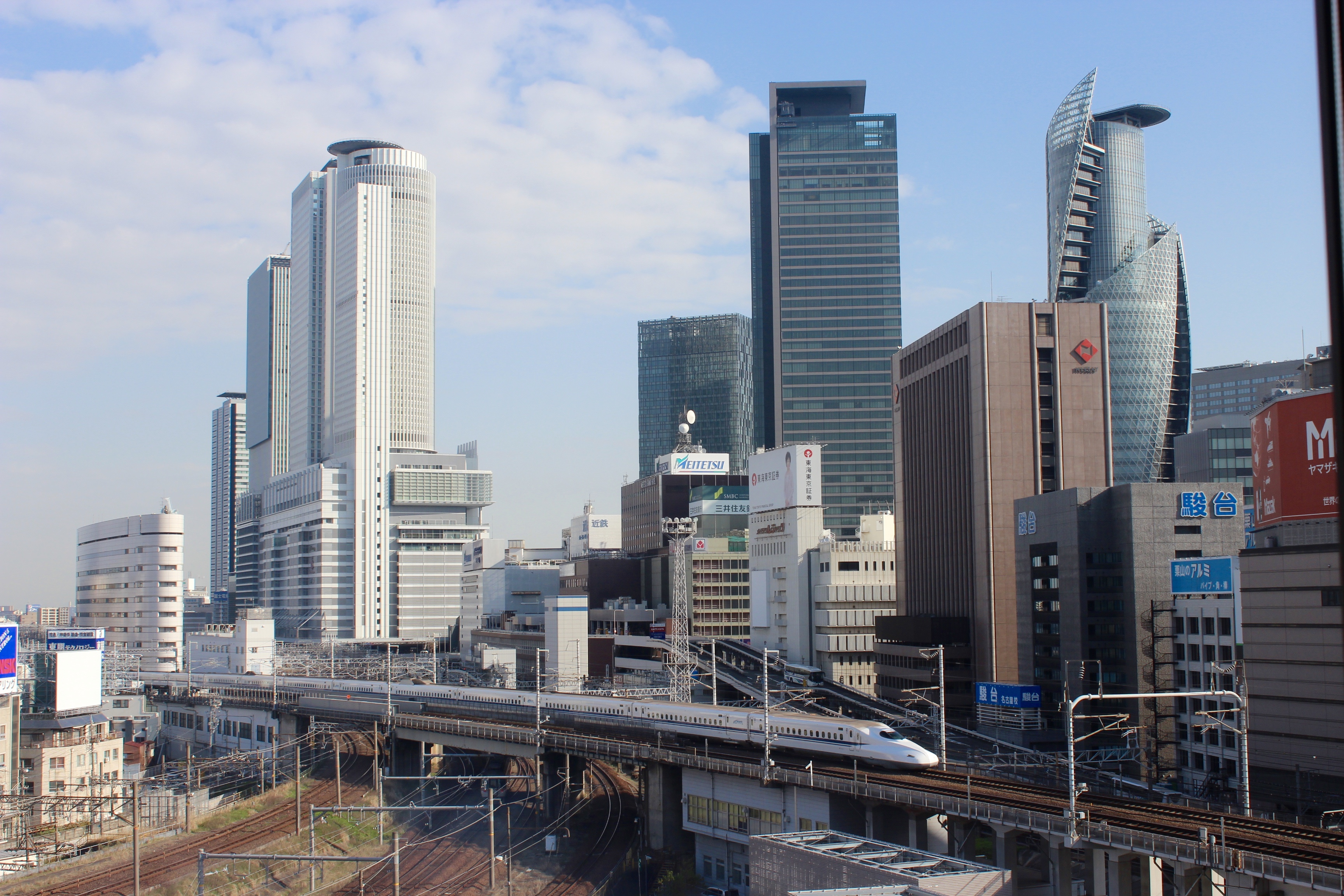
名駅高層ビル群を背景に名古屋駅から発車した新幹線
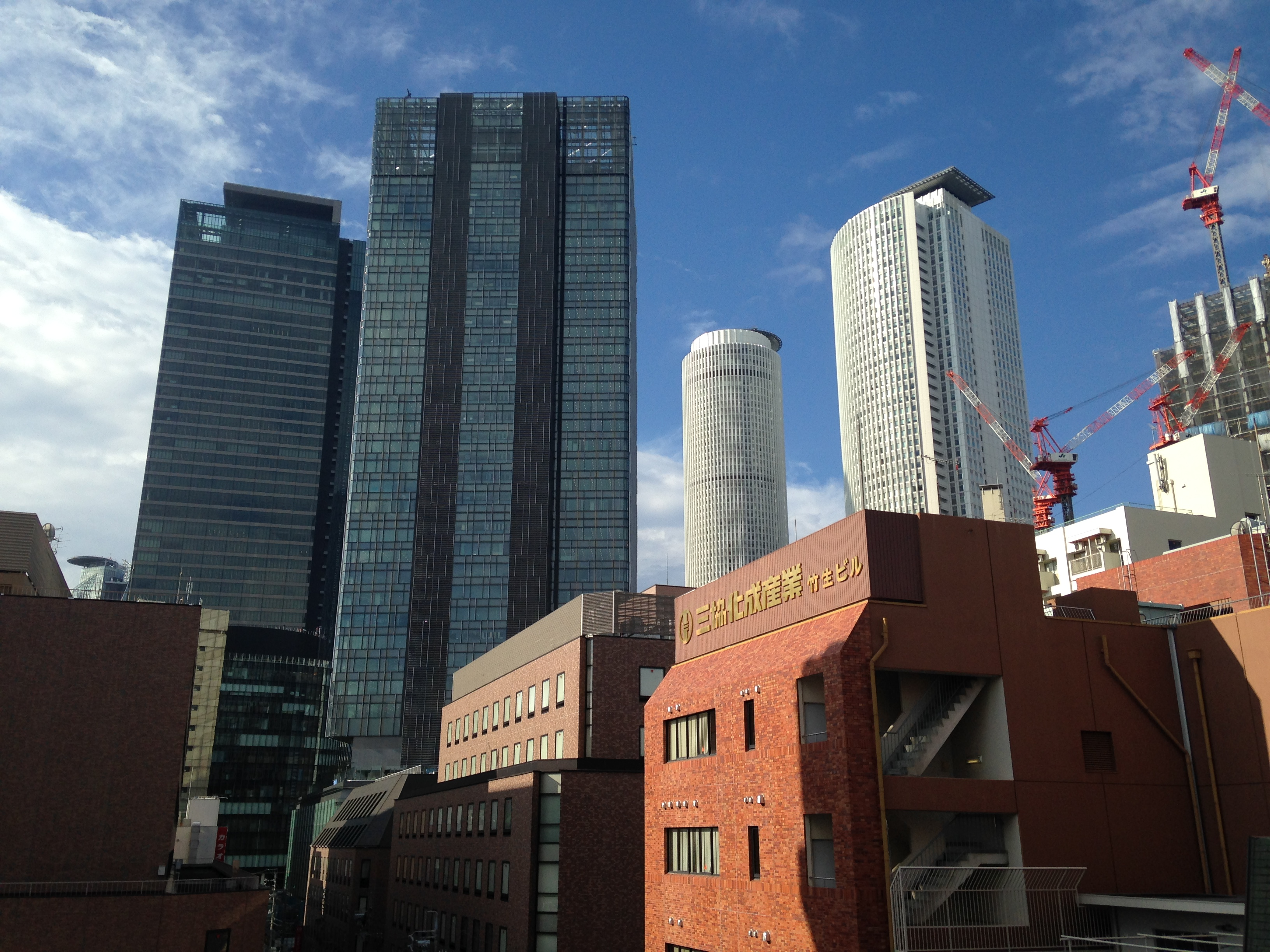
北から見た名駅エリア
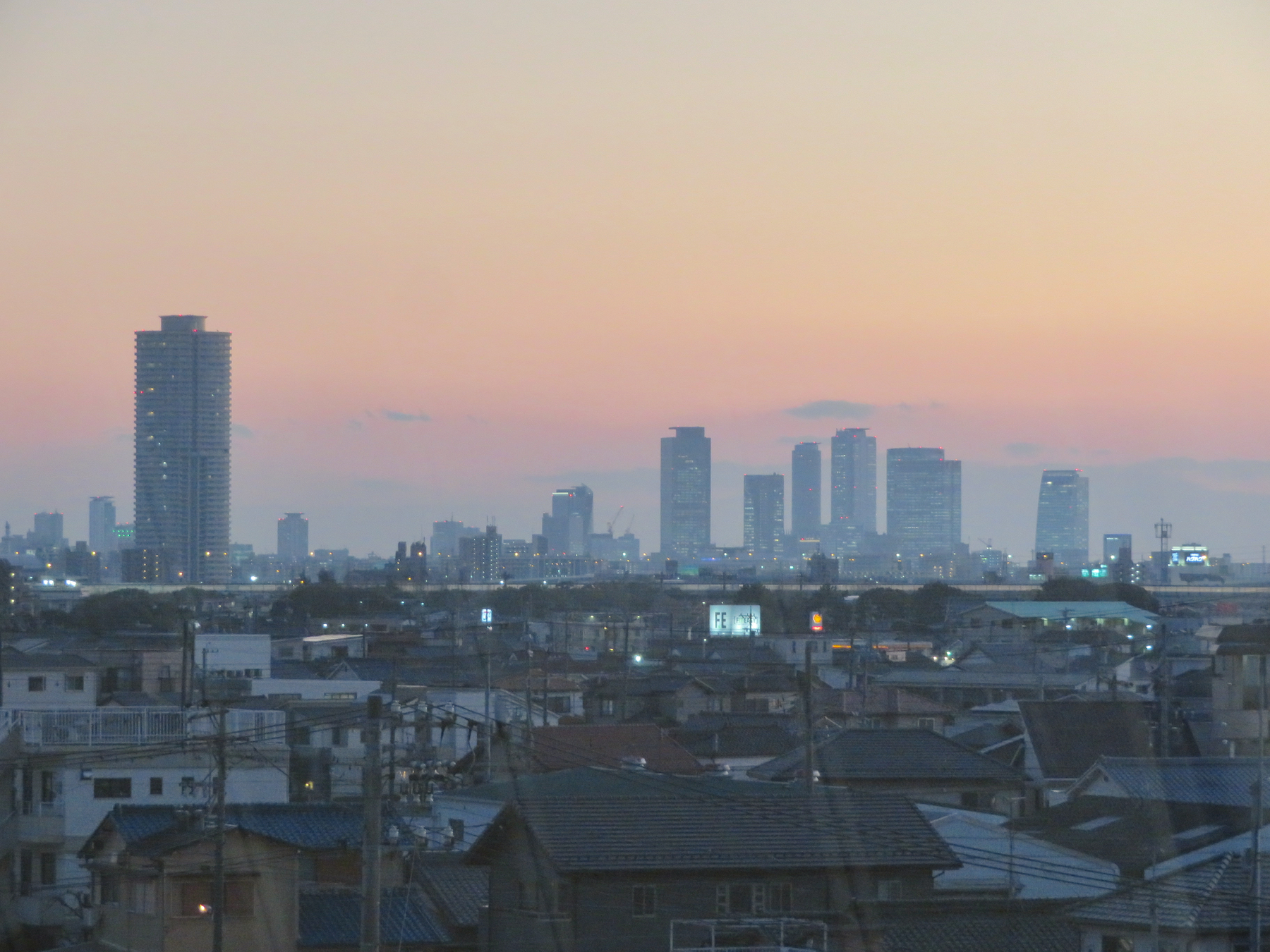
エアポートウォーク名古屋（豊山町）から見た名駅
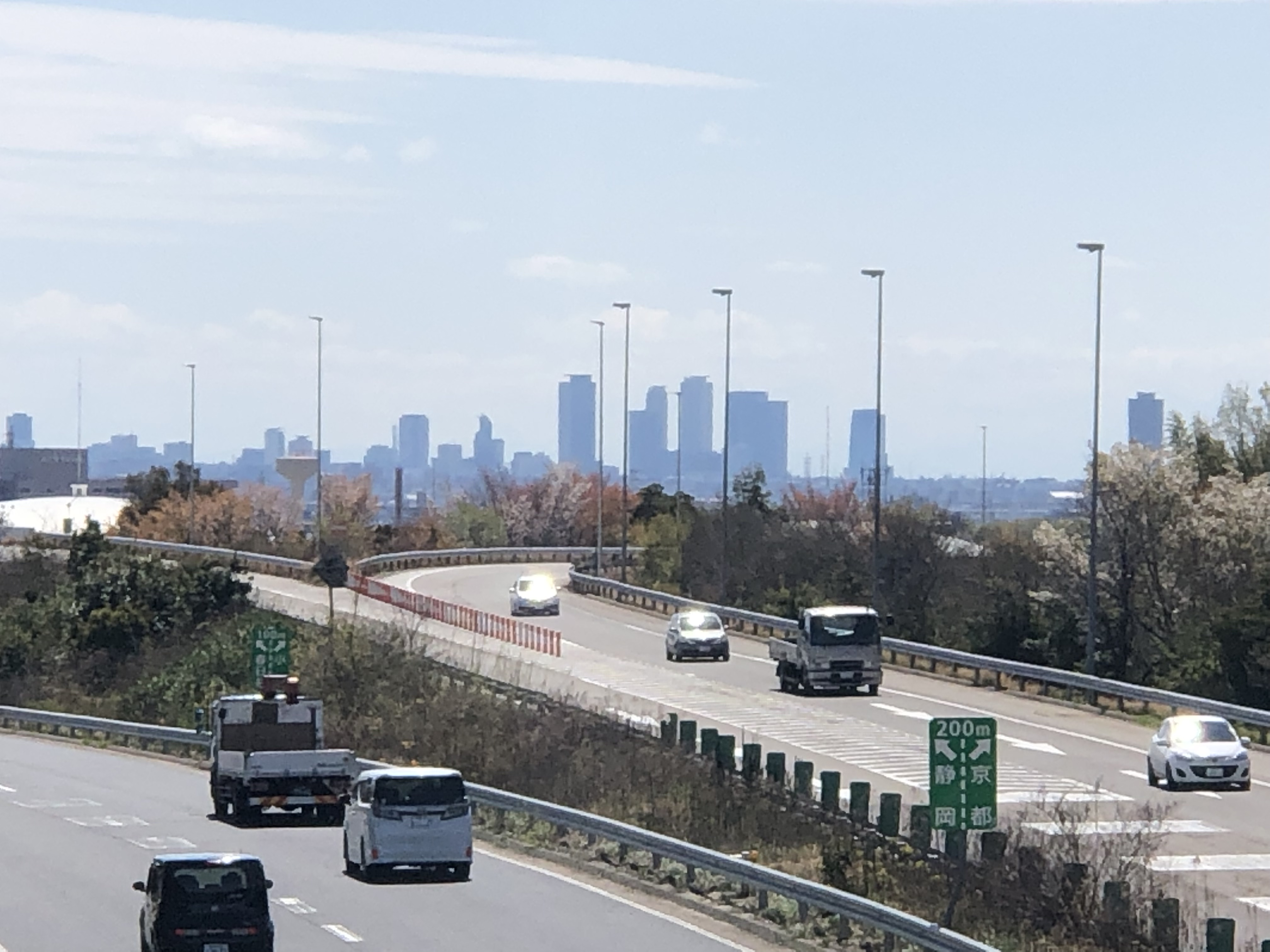
小牧JCT（小牧市）から見た名駅
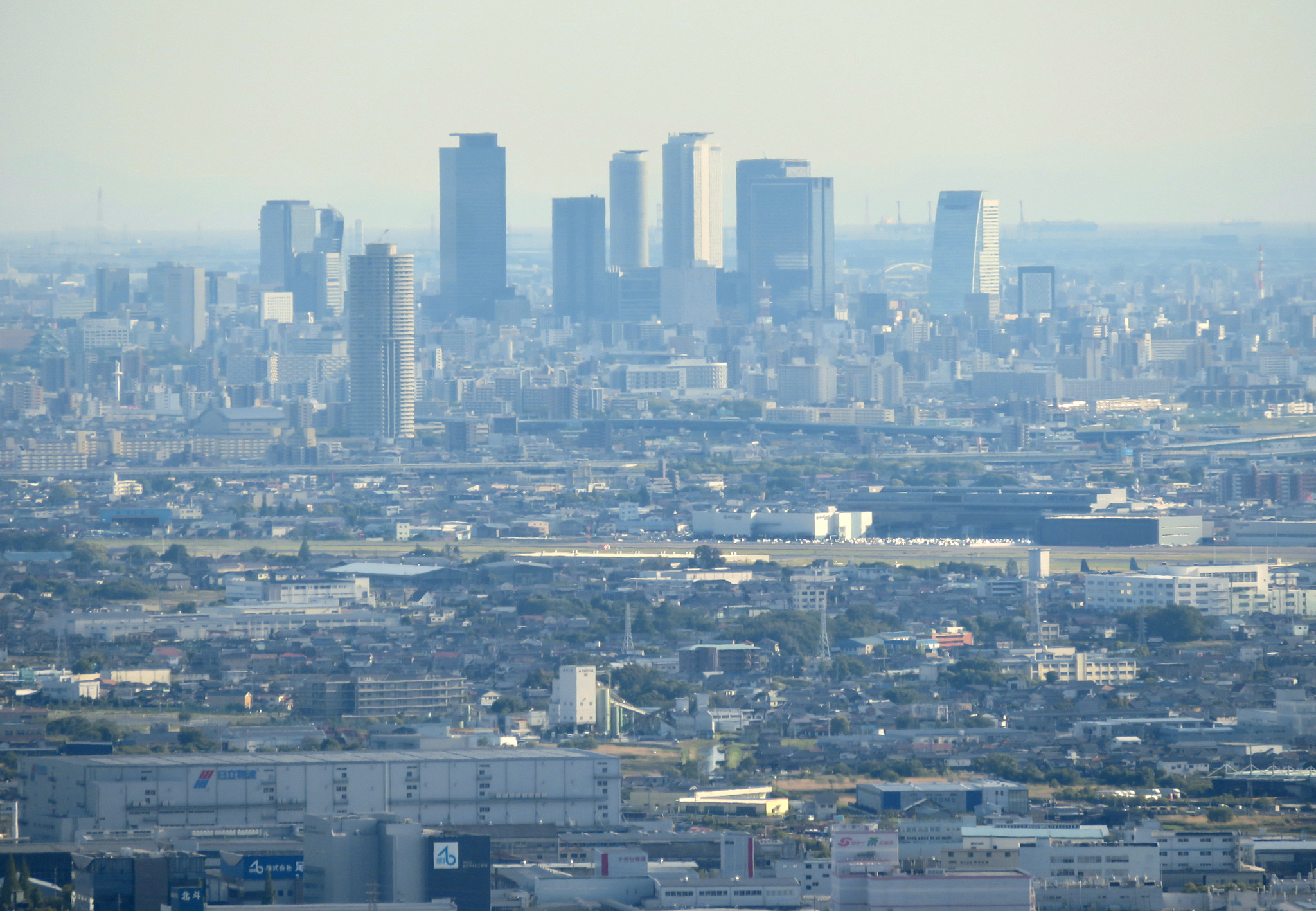
本宮山（犬山市）から見た名駅

## その他

### 日本郵便
- 集配担当する郵便局は以下の通りである[WEB 10]。

| 区     | 町丁                                                 | 郵便番号           | 郵便局         |
| ------ | ---------------------------------------------------- | ------------------ | -------------- |
| 中村区 | 名駅（1-1-8、1-1-12、1-1-13、1-1-14、1-3-4、1-3-7）  | 453-0002           | 中村郵便局     |
| 中村区 | 名駅ＪＲゲートタワー（1〜46階）                      | 450-6601〜450-6646 | 名古屋西郵便局 |
| 中村区 | 名駅ＪＲゲートタワー（地階・階層不明）               | 450-6690           | 名古屋西郵便局 |
| 中村区 | 名駅ＪＲセントラルタワーズ（1〜51階）                | 450-6001〜450-6051 | 名古屋西郵便局 |
| 中村区 | 名駅ＪＲセントラルタワーズ（地階・階層不明）         | 450-6090           | 名古屋西郵便局 |
| 中村区 | 名駅ＪＰタワー名古屋（1〜40階）                      | 450-6301〜450-6340 | 名古屋西郵便局 |
| 中村区 | 名駅ＪＰタワー名古屋（地階・階層不明）               | 450-6390           | 名古屋西郵便局 |
| 中村区 | 名駅大名古屋ビルヂング（1〜34階）                    | 450-6401〜450-6434 | 名古屋西郵便局 |
| 中村区 | 名駅大名古屋ビルヂング（地階・階層不明）             | 450-6490           | 名古屋西郵便局 |
| 中村区 | 名駅ミッドランドスクエア（高層棟）（1〜47階）        | 450-6201〜450-6247 | 名古屋西郵便局 |
| 中村区 | 名駅ミッドランドスクエア（高層棟）（地階・階層不明） | 450-6290           | 名古屋西郵便局 |
| 中村区 | 上記以外の区域                                       | 450-0002           | 名古屋西郵便局 |
| 西区   | 名駅                                                 | 451-0045           | 名古屋西郵便局 |